# Metroid
Vous lisez un « article de qualité » labellisé en 2018.  Il fait partie d'un « bon thème ».
Metroid (メトロイド, Metoroido) est une série de jeux vidéo d'action-aventure se déroulant dans un univers de science-fiction, créée par Nintendo et publiée pour la première fois en 1986. Elle est tout d'abord produite en interne par le studio Nintendo R&D1, notamment avec Intelligent Systems, et son concept non-linéaire est agrémenté de phases de jeu de plates-formes en deux dimensions dans un univers sombre principalement influencé par la série de films Alien. Il combine le gameplay de jeu de plates-formes de Super Mario Bros. et de jeu d'action-aventure de The Legend of Zelda. Celui-ci est à la fois centré sur la recherche d'items et sur le déblocage progressif des armes, des équipements et des zones. Chaque jeu se déroule habituellement dans un dédale de couloirs horizontaux et verticaux constituant des zones interconnectées par des ascenseurs, des portes et des passages secrets dans lesquels le protagoniste s'oppose armes à la main à des ennemis hostiles.
Les jeux de la série Metroid mettent en scène la chasseuse de primes Samus Aran qui protège la galaxie de la menace représentée par les Pirates de l'espace et de leurs tentatives de maîtriser la puissance des créatures parasites appelées métroïdes.
Le concept est transposé en 2002 en trois dimensions par Retro Studios qui en fait une série de trois spin-off de jeu de tir à la première personne intitulée Metroid Prime. De ces jeux naissent plusieurs autres jeux dérivés de tir à la première personne et un jeu vidéo de flipper. Plusieurs autres développeurs tiers créent des jeux pour cette dernière série ou pour la série principale, en particulier Fuse Games, Team Ninja, Next Level Games, mais aussi MercurySteam, qui réalise un des remakes de la série originale ainsi qu'un épisode original.
La série est composée de quinze jeux vidéo publiés et régulièrement réédités sur la quasi-totalité des plates-formes de jeu Nintendo, sur console de salon ou console portable, sur média physique ou en téléchargement. Au fil des années, Metroid est devenue l'une des franchises les plus importantes de Nintendo, certains de ses jeux ayant reçu les acclamations de la part des critiques comme des joueurs. En septembre 2012, plus de 17,44 millions de copies ont été vendues à travers le monde. Par ailleurs, l'univers de Metroid ou certains de ses personnages sont apparus dans d'autres jeux, à l'instar de la série Super Smash Bros., mais ont aussi été transposés sous forme de bande dessinée et de manga.

## Ludothèque

### Chronologie des sorties
| 1986 | Metroid                         |
| 1987 |                                 |
| 1988 |                                 |
| 1989 |                                 |
| 1990 |                                 |
| 1991 | Metroid II: Return of Samus     |
| 1992 |                                 |
| 1993 |                                 |
| 1994 | Super Metroid                   |
| 1995 |                                 |
| 1996 |                                 |
| 1997 |                                 |
| 1998 |                                 |
| 1999 |                                 |
| 2000 |                                 |
| 2001 |                                 |
| 2002 | Metroid: Fusion                 |
| 2002 | Metroid Prime                   |
| 2003 |                                 |
| 2004 | Metroid: Zero Mission           |
| 2004 | Metroid Prime 2: Echoes         |
| 2005 | Metroid Prime Pinball           |
| 2006 | Metroid Prime Hunters           |
| 2007 | Metroid Prime 3: Corruption     |
| 2008 |                                 |
| 2009 | Metroid Prime: Trilogy          |
| 2010 | Metroid: Other M                |
| 2011 |                                 |
| 2012 |                                 |
| 2013 |                                 |
| 2014 |                                 |
| 2015 |                                 |
| 2016 | Metroid Prime: Federation Force |
| 2017 | Metroid: Samus Returns          |
| 2018 |                                 |
| 2019 |                                 |
| 2020 |                                 |
| 2021 | Metroid Dread                   |
| 2022 |                                 |
| 2023 | Metroid Prime Remastered        |
| 2024 |                                 |
| 2025 | Metroid Prime 4: Beyond         |

- Série principale
- Sous-série : Prime
- Remake
- À venir

La série est composée de seize jeux vidéo publiés et régulièrement réédités sur la quasi-totalité des plate-formes de jeu Nintendo, sur console de salon ou console portable, sur média physique ou en téléchargement.
Metroid est un jeu vidéo d'action-aventure développé par Nintendo R&D1 et Intelligent Systems et édité par Nintendo en 1986 sur Famicom Disk System, l'extension de la Famicom,,. Premier jeu de la série éponyme, il sort en 1987 sur NES en Amérique du Nord puis dans le reste du monde et en arcade cette même année sur borne PlayChoice-10 dont le principe est de payer et jouer pour une durée limitée,. La version NES est rééditée en 1992 aux États-Unis dans la série Classic Series dans une cartouche de couleur jaune. Le jeu est tardivement réédité en 2004 sur Game Boy Advance au Japon, en Amérique du Nord et en Europe. Il est réédité en version dématérialisée sur les consoles Wii en 2007, 3DS en 2012 et Wii U en 2013, mais aussi sous forme de bonus dans les jeux Metroid Prime et Zero Mission. Le jeu est également disponible sur la réédition de la console NES, nommée NES Mini sortie en 2016, et en téléchargement sur Nintendo Switch à partir de novembre 2018.
Metroid II: Return of Samus (ou simplement Metroid II) est un jeu vidéo d'action-aventure développé et édité par Nintendo sur la console portable Game Boy en novembre 1991 aux États-Unis puis en 1992 au Japon et en Europe. C'est le deuxième jeu de la série Metroid et la suite du premier opus,. La majorité des sites web vidéoludiques rapporte la date du 26 août 1991 pour la sortie du jeu sur Game Boy en Amérique du Nord. Toutefois, un document interne à Nintendo indique le mois de novembre 1991. Le jeu sort au Japon en janvier 1992 puis en Europe à partir de mai de la même année. Le jeu est réédité en 1993 aux États-Unis dans la gamme Player's Choice. Il est également disponible en téléchargement à partir de mars 2000 uniquement au Japon sur cartouche Nintendo Power. Le jeu est par la suite réédité sur la console virtuelle de la Nintendo 3DS en septembre 2011 au Japon et en novembre 2011 dans le reste du monde.
Super Metroid (parfois appelé Metroid 3) est un jeu d'action-aventure développé par Nintendo R&D1 et Intelligent Systems, et édité par Nintendo sur Super Nintendo en mars 1994 au Japon puis en avril aux États-Unis et en juillet en Europe. C'est le troisième jeu de la série et la suite directe des deux premiers opus,. Le jeu est réédité en 1995 aux États-Unis dans la gamme Player's Choice. Au Japon, le jeu est réédité en septembre 1997 via le service de cartouche Nintendo Power pour Super Nintendo. Il est également réédité sur la console virtuelle de la Wii aux États-Unis en août 2007, au Japon en septembre de la même année et en Europe en octobre. Le jeu est par la suite réédité sur la console virtuelle de la Wii U en mai 2013 au Japon puis dans le monde entier,. Il est également réédité sur la console virtuelle de la New Nintendo 3DS en mars en Europe et en avril 2016 au Japon et en Amérique du Nord. Il figure également dans la ludothèque de la réédition de la console Super NES Mini sortie fin 2017.

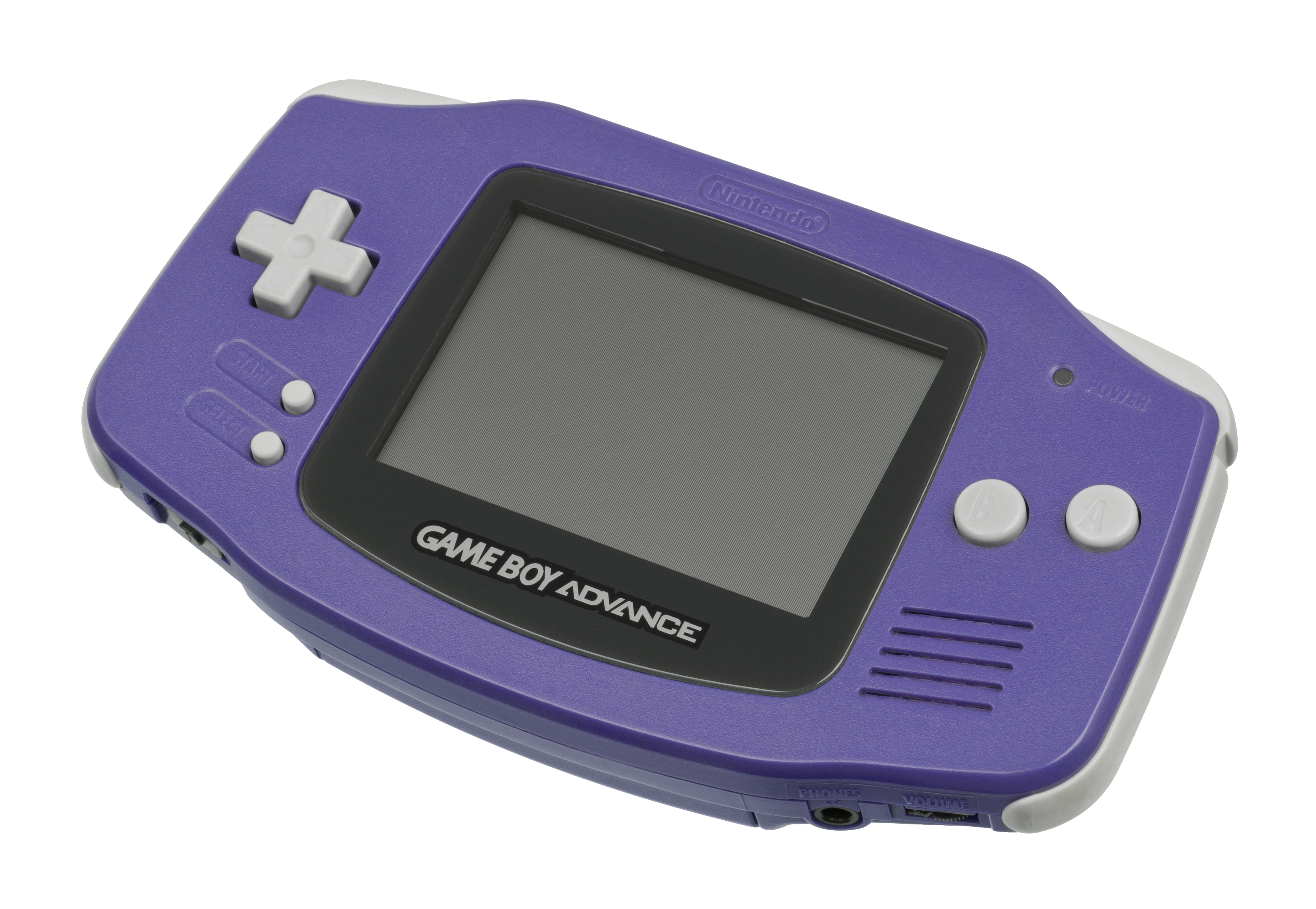
Metroid: Zero Mission est un remake sur Game Boy Advance du premier jeu de la série, réalisé avec une version améliorée du moteur de jeu de Fusion.

Metroid: Fusion (appelé également Fusion, Metroid IV ou Metroid 4) est un jeu vidéo d'action-aventure en deux dimensions développé par Nintendo R&D1 et édité par Nintendo sur Game Boy Advance le 19 novembre 2002 aux États-Unis et en Europe et en février 2003 au Japon. C'est le quatrième jeu de la série et la suite directe de Super Metroid (jusqu'à la sortie de Metroid: Other M). Metroid: Fusion sort en même temps que Metroid Prime,,. Le jeu est réédité en version dématérialisée sur la console virtuelle de la Nintendo 3DS en décembre 2011 dans le cadre du programme Ambassadeur,. Il est offert aux acheteurs de la console portable ayant enregistré leur Nintendo 3DS avant le 11 août 2011. En avril 2014, Fusion sort sur la console virtuelle de la Wii U. Le 8 mars 2023, Fusion sort sur la console virtuelle de la Nintendo Switch.
Metroid Prime (ou Prime) est un jeu vidéo d'action-aventure en vue à la première personne, développé par Retro Studios en collaboration avec Nintendo et édité par ce dernier sur GameCube en novembre 2002 en Amérique du Nord, en février 2003 au Japon puis en mars 2003 en Europe. Premier jeu de la trilogie débutant la sous-série Prime, il suit Super Metroid et marque un tournant dans la série, étant le premier jeu Metroid en trois dimensions,,. Le jeu est de nouveau commercialisé dans la gamme Player's Choice dans la région PAL en 2003 et en Amérique du Nord en 2004,. Il est ensuite republié sur Wii au Japon en février 2009 dans la gamme Nouvelle Façon de jouer ! qui propose des graphismes améliorés au niveau des capacités de la Wii et des contrôles adaptés à la Wiimote et au Nunchuk. Dans le reste du monde, la version remastérisée du jeu ressort dans la compilation Metroid Prime: Trilogy en août 2009 en Amérique du Nord et en septembre de la même année en Europe. Ce dernier est par la suite édité sur l'eShop de la Wii U en janvier 2015 en Amérique du Nord, en Europe, en Australie et en Nouvelle-Zélande,,.
Metroid: Zero Mission (ou simplement Zero Mission) est un jeu d'action-aventure en deux dimensions à défilement latéral développé par Nintendo R&D1 et édité par Nintendo sur Game Boy Advance en février 2004 en Amérique du Nord, en avril 2004 en Europe et en mai 2004 au Japon. C'est un remake du premier jeu de la série qui a pour but de remanier cet opus en intégrant un gameplay similaire à celui de Super Metroid,. Le jeu est réédité sur la console virtuelle de la Wii U en juin 2014 au Japon, en mars 2015 en Europe et en janvier 2016 en Amérique du Nord.
Metroid Prime 2: Echoes (ou plus simplement Prime 2) est un jeu vidéo d'action-aventure en vue à la première personne, développé par Retro Studios en collaboration avec Nintendo et édité par ce dernier sur GameCube en novembre 2004 en Amérique du Nord et en Europe puis en mai 2005 au Japon ; sur l'archipel, le jeu est nommé Metroid Prime 2: Dark Echoes. Second jeu de la trilogie Prime, il suit Metroid Prime,. Le jeu est republié sur Wii au Japon en juin 2009 dans la gamme Nouvelle Façon de jouer !. Cette version améliore les graphismes et les contrôles sont adaptés à la Wiimote et au Nunchuk. Dans le reste du monde, la version remastérisée du jeu ressort dans la compilation Metroid Prime: Trilogy en août 2009 en Amérique du Nord et en septembre 2009 en Europe,. Ce dernier est par la suite édité sur l'eShop de la Wii U en janvier 2015 en Amérique du Nord et en Europe, en Australie et en Nouvelle-Zélande,,.
Metroid Prime Pinball est un jeu vidéo de flipper développé par Fuse Games et édité par Nintendo en octobre 2005 sur Nintendo DS. Adapté de la franchise, il mêle le gameplay classique du flipper mais intègre aussi des phases de jeu inspirées de Metroid tel que du jeu de tir ou des wall jump (saut de mur à mur),.
Metroid Prime Hunters est un jeu d'action-aventure et de tir en vue à la première personne, développé par la filiale américaine Nintendo Software Technology et édité par Nintendo sur Nintendo DS en mars 2006 en Amérique du Nord, en mai 2006 en Europe et en juin 2006 au Japon. Ce jeu de la sous-série Prime, qui s'intercale entre les deux premiers opus de celle-ci, reprend le concept de Metroid Prime mais avec un gameplay davantage orienté vers le jeu de tir à la première personne et vers l'action, et l'ajout d'un mode multijoueur en ligne à quatre joueurs,. Le jeu est réédité sur la console virtuelle de la Wii U en septembre 2015 au Japon, en juin 2016 en Amérique du Nord et en septembre 2016 en Europe.
Metroid Prime 3: Corruption (ou Prime 3) est un jeu vidéo d'action-aventure en vue à la première personne, développé par Retro Studios en collaboration avec Nintendo et édité par ce dernier sur Wii en août 2007 en Amérique du Nord, en octobre 2007 en Europe puis en mars 2008 au Japon. Troisième et dernier jeu de la trilogie Prime, il suit Metroid Prime 2: Echoes,. Le jeu ressort dans la compilation Metroid Prime: Trilogy en août 2009 en Amérique du Nord et en septembre 2009 en Europe,. Ce dernier est par la suite édité sur l'eShop de la Wii U en janvier 2015 en Amérique du Nord et en Europe, en Australie et en Nouvelle-Zélande,,.
Metroid Prime: Trilogy (parfois abrégé en Trilogy) est une compilation de jeux vidéo regroupant les trois jeux de la trilogie Metroid Prime, développée par Retro Studios, éditée sur Wii par Nintendo le 24 août 2009 aux États-Unis et le 4 septembre 2009 en Europe. Cette compilation comprend Metroid Prime et Metroid Prime 2: Echoes, sortis à l'origine sur GameCube en 2002 et 2004 ainsi que Metroid Prime 3: Corruption, sorti sur Wii en 2007. Les deux premiers jeux de la série sont inclus dans leurs versions Nouvelle Façon de jouer !, sortis au Japon sur Wii, incluant une légère refonte graphique et la jouabilité de la télécommande Wii et du Nunchuk,,. Metroid Prime: Trilogy est par la suite réédité sur l'eShop de la Wii U en janvier 2015 en Amérique du Nord et en Europe, en Australie et en Nouvelle-Zélande,,.
Metroid: Other M (ou simplement Other M) est un jeu d'action-aventure développé en collaboration entre Team Ninja et Nintendo. Ce dernier le publie en 2010 sur Wii en Amérique du Nord fin août 2010 puis début septembre de la même année au Japon et en Europe. S'inscrivant dans la série principale, ce jeu suit les évènements de Super Metroid,. Il est réédité sur Wii U via le Nintendo eShop en mars 2016 au Japon et en Europe et en décembre 2016 en Amérique du Nord.
Metroid Prime: Federation Force est un jeu d'action-aventure et de tir en vue à la première personne, développé par Next Level Games et édité par Nintendo sur Nintendo 3DS en août 2016 en Amérique du Nord et au Japon et en septembre 2016 en Europe. Ce jeu de la sous-série Prime, qui s'intercale entre les deux premiers opus de celle-ci,, reprend le gameplay de Prime Hunters dans un jeu de tir à la première personne en mode coopératif et place le joueur aux commandes d'une armure de combat spécialisée connue sous le nom de mecha. Federation Force propose également un mini-jeu intitulé Metroid Prime: Blast Ball qui combine le tir à la première personne et le football,.
Metroid: Samus Returns (ou Samus Returns) est un jeu vidéo d'action-aventure développé par MercurySteam en collaboration avec Nintendo et édité par ce dernier en septembre 2017 sur la console portable Nintendo 3DS. C'est un remake du second jeu de la série principale Metroid II: Return of Samus,.
Metroid Dread (ou Metroid 5) est un jeu d'action-aventure développé par MercurySteam en collaboration avec Nintendo. Il est sorti sur Nintendo Switch en octobre 2021. Il fait suite à Metroid Fusion. Le jeu était initialement prévu pour la console portable Nintendo DS et Nintendo en assurait le développement avant que le projet initial ne soit annulé,. Finalement, Nintendo relance le projet plusieurs années après sur Nintendo Switch et dévoile le jeu lors de l'E3 2021.
Metroid Prime Remastered (ou simplement Prime Remastered) est la version remasterisée du jeu Metroid Prime sortie sur Nintendo Switch le 8 février 2023 en version dématérialisée. Développée par Retro Studios, cette refonte propose des graphismes en HD, une bande son légèrement retravaillée et un gameplay adapté à la console.
Metroid Prime 4: Beyond est annoncé sur Nintendo Switch lors de l'E3 2017 ; son développement est en cours par Retro Studios,. Le premier trailer est montré lors du Nintendo Direct du 18 juin 2024, permettant de découvrir quelques phases de gameplay depuis l'intérieur du casque de la chasseuse de primes. La date de sortie est prévue courant 2025.

### Jeux annulés

#### Metroid 1.5
Au début de l'année 2011, un anonyme déclare avoir trouvé sur la page Google Sites de Tony C. Giovanni, un des concepteurs de niveaux de Retro Studios, le design document d'un jeu nouveau de la franchise : Metroid 1.5. Cette suite est préparée à la fin du développement de Metroid Prime et l'intrigue se déroule entre ce dernier et Metroid Prime 2: Echoes. Le projet présenté via ce document, évoquant des évènements qui se déroulent sur un vaisseau spatial et envisage un mode multijoueur, est refusé par Nintendo,,.

## Trame

### Univers

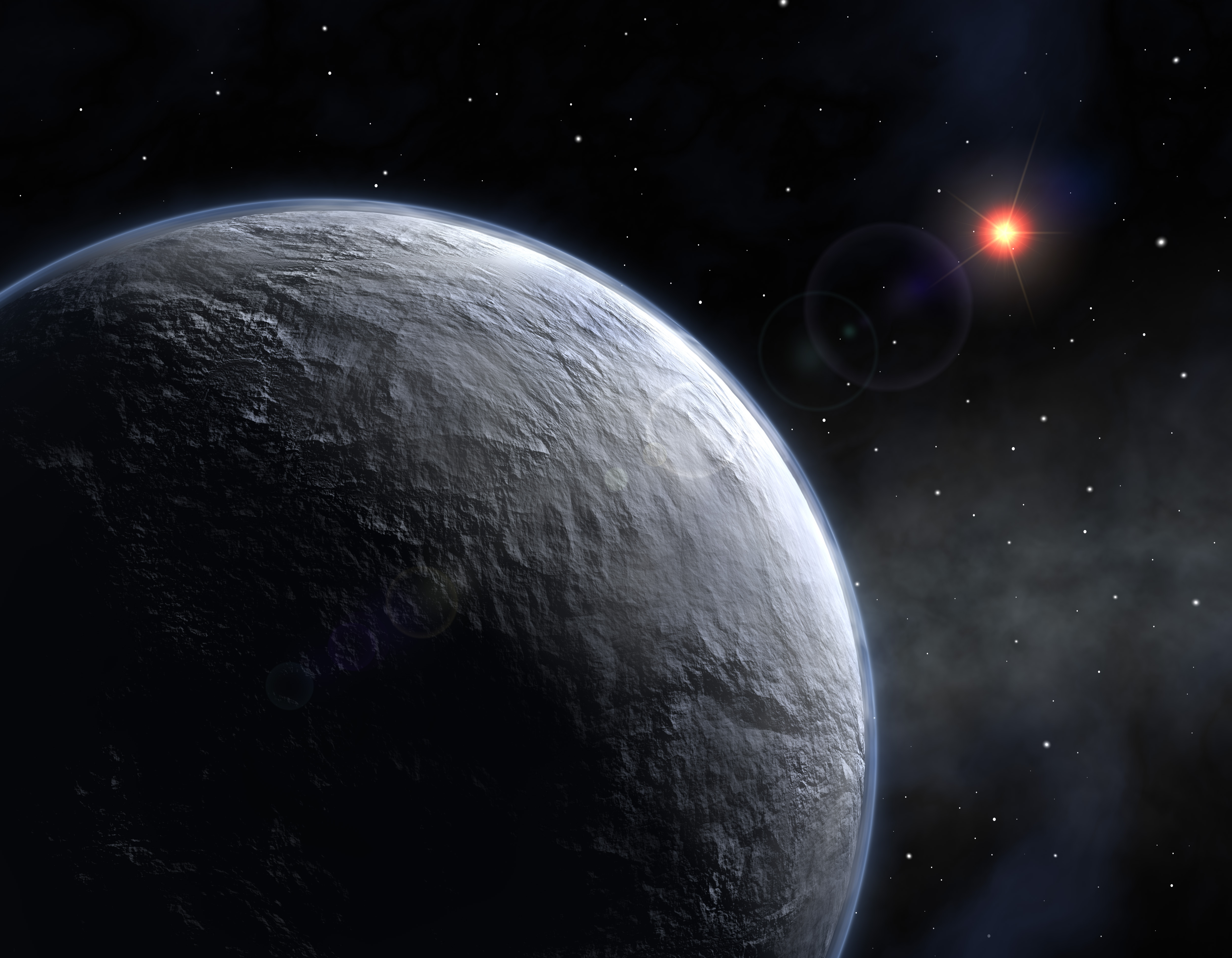
La franchise Metroid prend place dans un univers de science-fiction à l'ambiance sombre et solitaire, détonnant des franchises classiques de Nintendo, et qui comporte de nombreuses planètes (vision d'artiste d'une exoplanète).

Les jeux de la franchise Metroid prennent place dans un univers de science-fiction à l'ambiance sombre et solitaire, détonnant des franchises classiques de Nintendo, telle que Mario. Cet univers est influencé par la série de films Alien.
En 2003 du calendrier cosmique, la Fédération galactique est créée dans le but de regrouper et encadrer les échanges entre toutes les planètes de la galaxie. Cette dernière compte de nombreuses planètes à la composition et à la nature diverses, peuplées de différentes races et créatures. Ces planètes comportent une multitude de couloirs horizontaux et verticaux offrant un aspect labyrinthique, pour la plupart souterrains,. Chacune propose habituellement plusieurs univers différents et écosystèmes typiques : entre autres, une zone verdoyante à la nature luxuriante, une zone glacée ou enneigée, une zone volcanique à la chaleur élevée ou une zone d'eau.
K-2L est la planète d'origine du protagoniste, une colonie terrienne. La planète Zèbes est le repaire des Pirates de l'espace ; elle est constituée d'une base souterraine labyrinthique,. SR-388 est la planète d'origine des métroïdes.
Tallon IV est une planète occupée par les Pirates de l'espace pour extraire le minerai appelé phazon durant l'épisode Metroid Prime. Ether et Ether sombre, dans l'univers parallèle, sont deux planètes qui accueillent les évènements de Metroid Prime 2. Les planètes Bryyo, Elysia, Norion et Phaaze sont les décors de l'intrigue de Metroid Prime 3. Dans Prime Hunters, le système solaire est composé de deux planètes et deux stations spatiales, Archives célestes et le Poste de défense Vesper. Alinos est une planète volcanique hostile et Arcterra est une planète glacée où vivaient les Alimbic qui apparaissent dans Metroid Prime Hunters,,. Dans Metroid Prime: Federation Force figurent trois planètes : Excelcion, Bion et Talvania.
Les différentes stations spatiales servent régulièrement de lieux d'expérience par la Fédération galactique, notamment sur les métroïdes. À l'instar des différentes planètes, les stations recréent également divers écosystèmes. Ceres est une station spatiale appartenant à la Fédération galactique en orbite autour de Zèbes,. La station spatiale de recherche Biométrix appartient à B.S.L., Laboratoires Spatiaux Biométrix, en orbite autour de SR-388. La Station-bouteille est quant à elle une station de la Fédération abandonnée et en perdition.

### Personnages et créatures

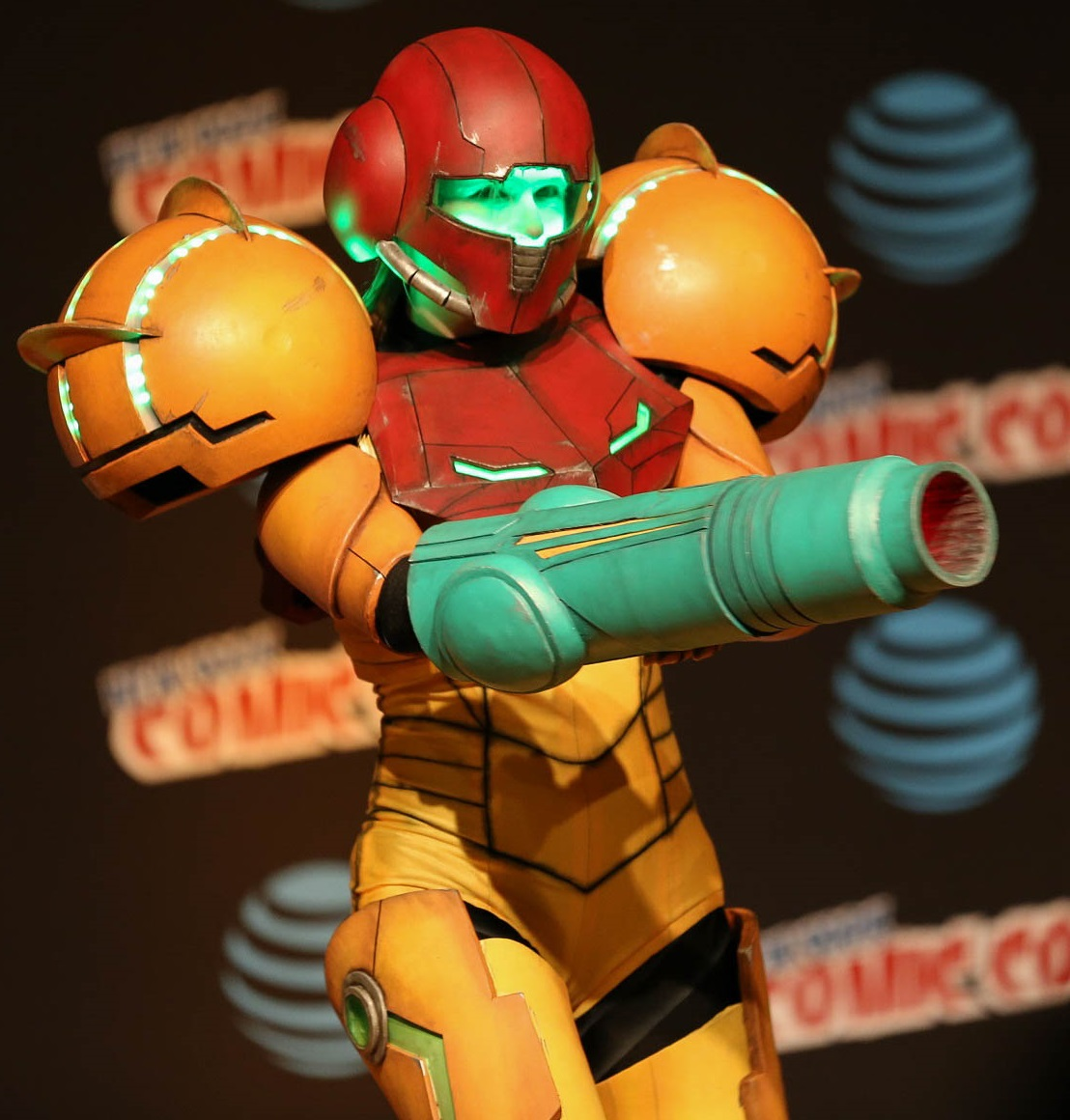
Samus Aran est le personnage central de la franchise Metroid (ici, un cosplay de Samus).

#### Protagonistes et personnages secondaires
Si la Fédération galactique a pu prospérer, elle a aussi vu apparaître les Pirates de l'espace qui attaquent régulièrement les vaisseaux interstellaires. Dès le premier opus, Samus Aran tente de les empêcher de maitriser la puissance des créatures parasites, les métroïdes.
Samus Aran est le protagoniste principal de la franchise. C'est une chasseuse de primes engagée par la Fédération Galactique pour éliminer les Pirates de l'espace et récupérer les métroïdes. Elle est élevée par les Chozos sur Zèbes car dans son enfance, les Pirates de l'espace, menés par un certain Ridley, ont exterminé sa famille et les habitants de sa planète, K-2L. Les Chozos, une civilisation technologiquement très avancée composée d'êtres ressemblant à des oiseaux, entraînent Samus au combat, l'aident à devenir une combattante et lui offrent notamment une combinaison de puissance et ses équipements,,. Le joueur n'apprend qu'à la fin du premier jeu que Samus est une femme. Avant de devenir chasseuse de primes, elle intègre l'armée de la Fédération galactique sous les ordres d'Adam Malkovich mais quitte ses rangs lors de la mort du frère de ce dernier. Elle est régulièrement engagée par la Fédération pour réaliser des missions précises. Samus est présentée comme un personnage solitaire et intraitable. Cependant, la psychologie du personnage évolue à partir de Metroid: Fusion, un jeu centré sur la scénarisation, et Metroid: Other M, dans lequel une nouvelle facette de la personnalité de l'héroïne est dévoilée. Elle laisse apparaître son raisonnement, ses peurs et ses angoisses. Pour la première fois, Nintendo la présente sous des aspects très différents des anciens épisodes de la série : Samus est dépeinte sous les traits d'une personne très émotive, vulnérable, parfois paniquée, parfois apeurée, détonnant des précédents épisodes,. Elle montre des sentiments maternels vis-à-vis du bébé métroïde, élément de l'intrigue de Super Metroid. L'héroïne indépendante laisse finalement place à une femme vulnérable recherchant l'approbation de figures d'autorité masculines.
Adam Malkovich est un commandant de la Fédération galactique et l'ancien supérieur de Samus lorsqu'elle faisait partie de l'armée de la Fédération. Il représente une figure paternelle pour elle tandis qu'Anthony Higgs est un vieil ami de Samus.
Par ailleurs, les Luminoth sont une race d'aliens de la série Metroid Prime quand les Alimbics sont une race de créatures disparues, qui apparaissent dans Metroid Prime Hunters.

#### Antagonistes et ennemis
Les antagonistes principaux sont les Pirates de l'espace et leur boss récurrent Ridley ainsi que Mother Brain, un boss emblématique et chef des Pirates de l'espace. Kraid est également un autre boss incontournable de la série. De plus, dans chaque lieu ou planète visité par Samus, une faune et une flore hostiles s'opposent à elle.
Le SA-X est l'antagoniste principal de Metroid: Fusion. C'est un clone de Samus Aran, créé à partir de son ADN et des parasites X. Les X semblent à l'origine provenir de la planète SR-388. Les Chozos ont probablement créé les bio-organismes métroïdes dans le but d'éradiquer les parasites X,. Ceux-ci sont des monstres à l'apparence de méduses qui s'agrippent aux ennemis pour absorber leur énergie,,. Dès le second épisode de la série, Metroid II: Return of Samus, différentes formes de métroïdes sont introduites dans les jeux. Elles suivent une évolution et existent sous plusieurs états. Samus Aran les rencontre sous toutes leurs formes connues que sont les métroïdes de base sous forme initiale, les métroïdes alpha, les métroïdes gamma, les métroïdes zeta, les métroïdes omega ainsi que la reine métroïde. Dans sa forme initiale, le métroïde ressemble à une méduse dotée de crochets qui lui permettent de s'accrocher à sa proie. Au fur et à mesure de son évolution, la créature développe une bouche et des pattes avant et arrière pour devenir un monstre bipède évoquant un dinosaure carnivore. La dernière étape d'évolution, la reine, est une sorte de crocodile géant avec un cou rétractable. Plus les créatures sont grosses et développées, plus elles sont puissantes,,.
Samus Sombre est le Metroid Prime qui absorbe le phazon du costume de Samus, ce qui lui permet de survivre dans le premier épisode de la série Prime ; cependant, il devient le doppelgänger de Samus, l'un des antagonistes des épisodes suivants,.
Enfin, la civilisation Ing et les Léviathans font également partie des antagonistes de la série Prime.

### Trame scénaristique globale

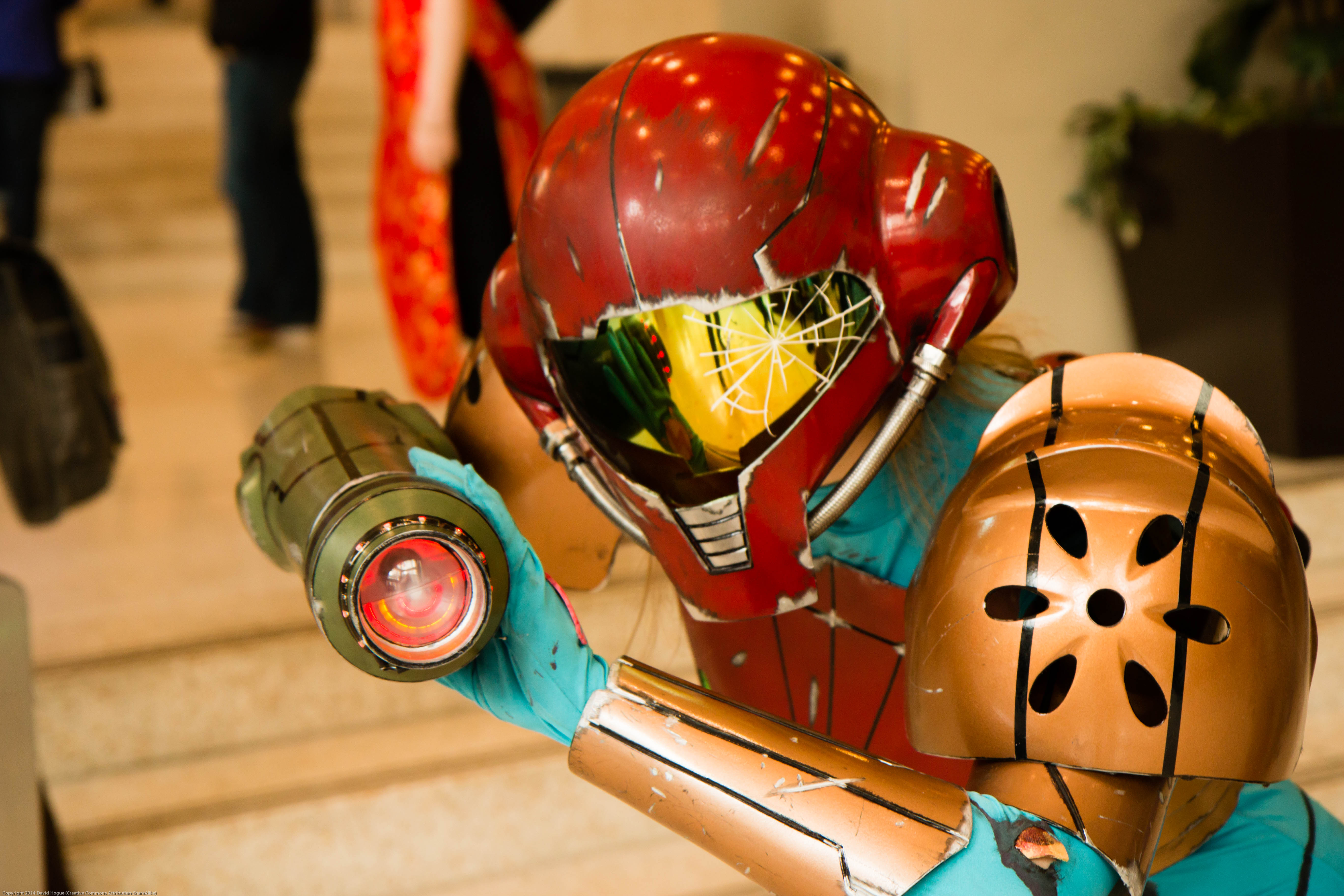
Samus Aran offre ses services de chasseuse de primes à la Fédération galactique (ici, un cosplay de Samus).

En l'an 20X5 de l'histoire du cosmos, un navire de recherche rapatrie vers la Terre une forme de vie inconnue et dangereuse découverte sur la planète SR-388, les métroïdes. Pendant le voyage, le vaisseau est attaqué par les Pirates de l’espace qui s'en emparent et se terrent dans les profondeurs de la planète-forteresse Zèbes. S'ils parvenaient à en maîtriser la reproduction, ils pourraient s'en servir comme arme et lancer une guerre bactériologique. La Fédération engage alors Samus Aran qui se rend sur Zèbes, mais la tâche n'est pas facile dans ce monde labyrinthique parsemé de créatures diverses et hostiles. Samus déjoue tout de même les plans des Pirates de l'espace et les élimine — Ces événements se déroulent durant le premier opus de la série principale, Metroid,,,.
Samus essuie les attaques de Pirates de l'espace alors qu'elle tente de repartir. Son vaisseau s'écrase à la surface de la planète. Son arsenal détruit et seulement armée d'un pistolet d'urgence, elle est obligée de s'infiltrer dans le vaisseau des Pirates pour trouver un moyen de s'échapper de la planète. Elle découvre une ancienne armure chozos plus puissante que l'originale au plus profond des ruines chozos, avant de vaincre Mecha Ridley, une version mécanisée de Ridley. Finalement, elle réussit à s'enfuir du vaisseau-mère avant son auto-destruction grâce à une navette des Pirates — Ces événements, addenda (en) à l'intrigue, se déroulent durant le remake du premier opus de la série principale, Metroid: Zero Mission,,.

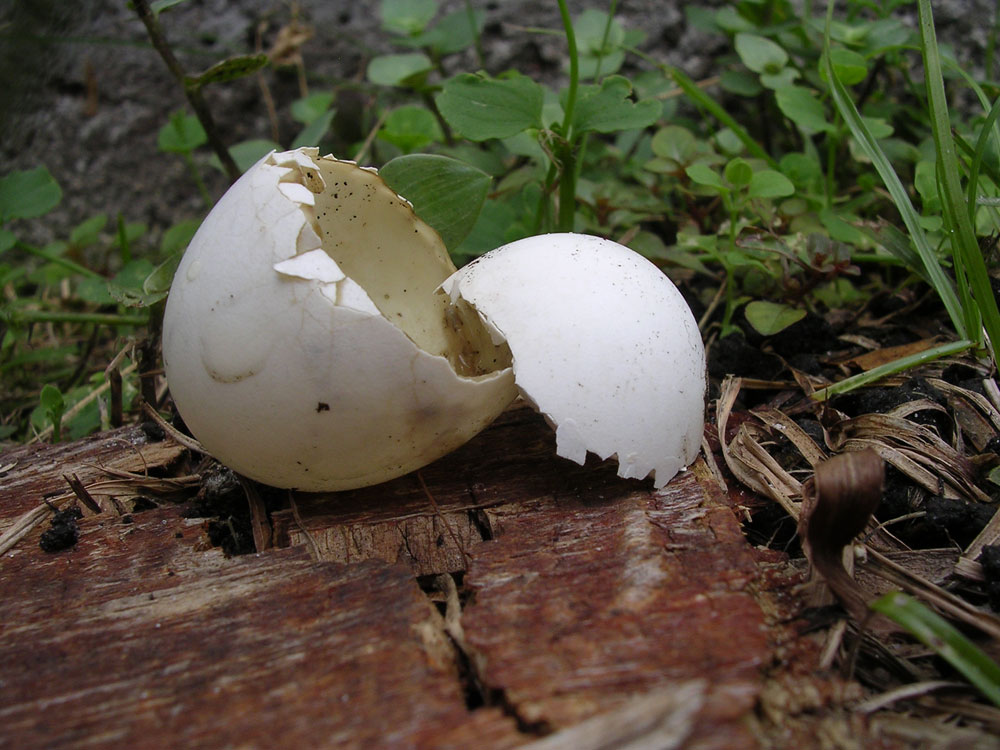
Dans Metroid II : Return of Samus, alors que Samus Aran s'enfuit de la planète SR-388 après avoir éradiqué les métroïdes, elle rencontre un œuf en train d'éclore : c'est l'une de ces créatures qu'elle décide d'épargner.

Samus Aran revient de sa mission qui l'a vue triompher de tous les métroïdes sur SR-388, planète d'origine de ces créatures. Dans sa fuite, elle est retardée par un œuf gisant sur le chemin : celui-ci éclot et laisse s'échapper une larve de Metroid. La larve prend Samus pour sa mère et la suit sans aucune animosité. Voyant cette créature amicale qui lie son empreinte filiale avec elle, Samus n'ose pas éliminer cette dernière présence Metroid. Par la suite, Samus confie le Metroid à l'Académie des sciences spatiales de la station orbitale Ceres, afin que les scientifiques étudient et maîtrisent les pouvoirs de ces créatures — Ces événements se déroulent durant le second opus de la série principale, Metroid II: Return of Samus,,,.
Alors que Samus est déjà repartie, elle reçoit un message de détresse qui l'oblige à revenir sur la station. Elle y retrouve tous les scientifiques décédés et constate que la larve a été dérobée par Ridley, le leader des Pirates de l'espace, afin de l'utiliser à des fins malhonnêtes. Samus réussit à s'échapper de la station alors que le système d'autodestruction est activé. Elle suit Ridley jusqu'à la planète Zèbes située à proximité où elle se met en quête de la larve dans le réseau de cavernes souterraines de la base souterraine que les Pirates de l'espace ont reconstruite et étendue. Au cours de son périple et de son exploration de Zèbes, elle se débarrasse des Pirates et de leurs leaders Ridley, Kraid et Mother Brain. Par la suite, Samus s'échappe de la planète alors qu'une séquence d'autodestruction s'est engagée et évite de justesse la gigantesque explosion qui détruit Zèbes — Ces événements se déroulent durant le troisième opus de la série principale, Super Metroid,,,,,.
Plus tard, Samus Aran enquête au cœur de l'épave de Station-bouteille, une station spatiale déserte et abandonnée. À ses côtés, une section de l'armée de la Fédération Galactique dans laquelle figure son ancien officier Adam Malkovich lui tient compagnie. Ensemble, ils découvrent que la directrice, Madeline Bergman, mène des recherches sur les armes biologiques illégales pour la Fédération, notamment sur des métroïdes, recréés grâce à l'ADN retrouvé sur l'armure de Samus. Finalement, Samus trouve un survivant qui se révèle être la directrice. Elle dévoile qu'une androïde a usurpé son identité : MB, Melissa Bergman. Celle-ci est dotée d'une intelligence artificielle dupliquant celle de Mother Brain afin que les métroïdes puissent être contrôlées télépathiquement. L'escouade est mystérieusement décimée par un assassin appelé l'Effaceur. Adam se sacrifie pour détacher le secteur zéro, l'aire de reproduction de métroïdes, du navire principal et activer sa séquence d'auto-destruction. Par la suite, Madeline Bergman dévoile que lorsque Melissa a commencé à s'affirmer et à montrer des émotions, il a été décidé de la reprogrammer. Vivant ceci comme une trahison, MB ordonne télépathiquement aux forces spéciales des Pirates de l'espace d'attaquer les occupants du vaisseau. Elle permet aux métroïdes et à la reine de proliférer dans le secteur zéro. Samus et Madeline sont par la suite confrontés à MB mais celle-ci est stoppée lorsque les renforts de la Fédération Galactique apparaissent, menés par Anthony Higgs, le seul membre survivant de l'équipe initiale. Samus, Anthony et Madeline partent sur le vaisseau de Samus pour le quartier général de la Fédération galactique, avant que cette dernière ne retourne cherche le casque de Adam, avant l'explosion de la station — Ces événements se déroulent durant le quatrième opus de la série principale, Metroid: Other M,.

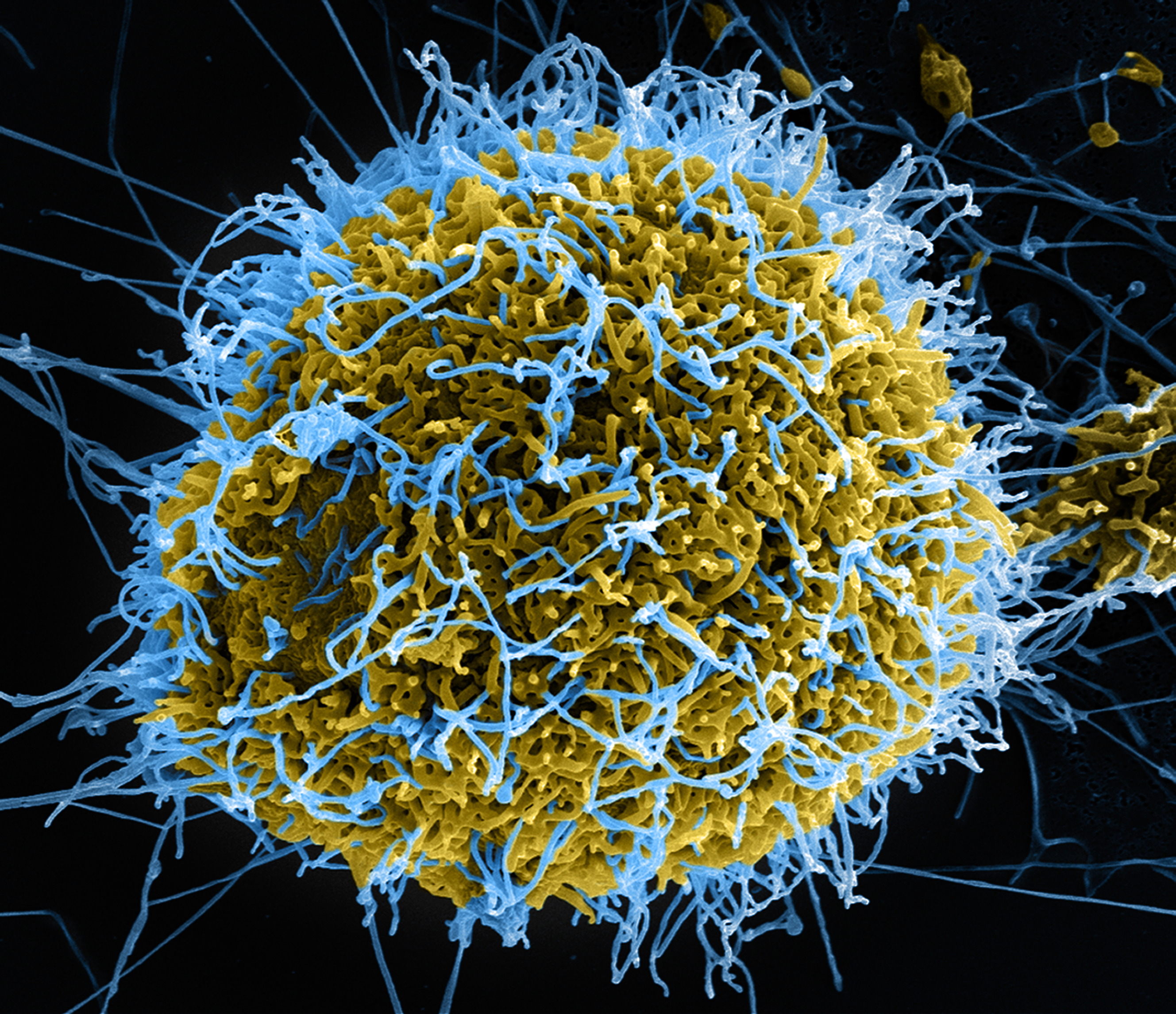
Samus Aran se rend sur SR-388 et est infectée par les parasites X, obligeant les médecins à lui retirer chirurgicalement son armure et à lui injecter de l'ADN de métroïde pour la sauver (ici, des particules virales Ebola, cliché réalisé par microscopie électronique à balayage).

Par la suite, Samus Aran est infectée par les parasites X lors d'une mission de routine sur la planète SR-388. Elle est sauvée de la mort par les médecins de la Fédération galactique qui lui retirent son armure infectée et lui injectent de l'ADN du dernier métroïde afin de la soigner. Dès son rétablissement, la Fédération l'envoie sur la station spatiale de recherche de Biométrix, dans le but d'éradiquer les X qui l'ont totalement colonisée. Guidée par l'ordinateur de bord, la conscience d'Adam Malkovich, Samus élimine la menace X, un dernier métroïde oméga et le SA-X, un clone d'elle-même créé par les X, puis fait exploser la station — Ces événements se déroulent durant le quatrième opus de la série principale, Metroid: Fusion,,,,.

## Système de jeu

### Concept original et éléments communs
Le gameplay classique de la série Metroid contient des aspects de jeu de tir, de jeu de plates-formes et de jeu d'aventure. La série se distingue par sa progression non-linéaire et son système de jeu axé sur l'exploration solitaire, dans lequel le joueur contrôle principalement le protagoniste Samus Aran, n'ayant que très peu d'autres personnages avec lesquels interagir. Le concept original est centré sur la recherche d'items et le déblocage progressif des armes, des équipements et des zones. Le joueur gagne des objets et des power-ups, destinés à améliorer la combinaison cybernétique de Samus, principalement grâce à l'exploration mais aussi en éliminant des ennemis, dans des combats réalisés en temps réel. Les jeux se déroulent habituellement dans un dédale de couloirs horizontaux et verticaux, pour certains cachés, constituant des zones interconnectées par des ascenseurs, des portes et des passages secrets, et qui offrent une très grande liberté de déplacement. La quasi-totalité de ces améliorations permettent au protagoniste d'avancer et d'explorer plus profondément ces lieux mais aussi d'affronter des ennemis de plus en plus coriaces,,,,,,. Un objet emblématique et récurrent de la série est la boule morphing qui permet à Samus de se transformer en boule et de rouler dans des espaces étroits et également de placer des bombes et ainsi de pénétrer dans des passages secrets.
Le concept original de Metroid est influencé lors de sa création par deux franchises majeures de Nintendo : Super Mario Bros., dont il emprunte les vastes zones et les sauts de plates-formes, et The Legend of Zelda, de qui il reprend l'exploration non-linéaire. Le jeu diffère des franchises habituelles de Nintendo de par son ambiance particulière, une atmosphère sombre et une impression de solitude. Cet aspect du jeu subit les influences de la série de films de science-fiction Alien,,,,,.
Metroid est l'un des premiers jeux vidéo à proposer un gameplay se déroulant vers la gauche comme vers la droite de l'écran et qui oblige le joueur à revenir dans des zones déjà explorées pour rechercher des objets et des passages secrets. Ce concept est par la suite repris par Konami et appliqué à sa franchise Castlevania à partir de l'épisode Symphony of the Night en 1997. Celui-ci, conçu par Koji Igarashi, adapte le système de jeu de Super Metroid et sont tous deux considérés comme les jeux fondateurs du genre Metroidvania,,,,.
Plusieurs jeux pouvant se prétendre du gameplay original ont cependant subi des modifications, adaptations, voire régressions. Dès 1991, le second jeu de la série, Metroid II: Return of Samus abandonne le déblocage progressif au détriment de la recherche d'objets et laisse place à une éradication de métroïdes par zone, débloquant ainsi la suivante,. Si le gameplay revient à ses origines et se fixe en 1994 avec l'épisode suivant Super Metroid, Fusion offre en 2002 un aspect plus linéaire et plus scénarisé, composé de missions et d'objectifs définis à remplir, laissant très peu de place à l'exploration,,. À l'identique, le remake du premier jeu, Zero Mission, offre aussi un aspect linéaire. En 2010, Metroid: Other M fait également évoluer le gameplay sur Wii, grâce à des contrôles simples et innovants, sans le Nunchuk, et des angles de caméras multiples dans un jeu en trois dimensions parfois limités en 2D, parfois affichés en vue à la troisième personne mais aussi en vue à la première personne. Le jeu privilégie la scénarisation et l'histoire des personnages, introduits par le biais de cinématiques régulièrement intégrées à l'action, sans transition,.

### Adaptation du principe et autres genres

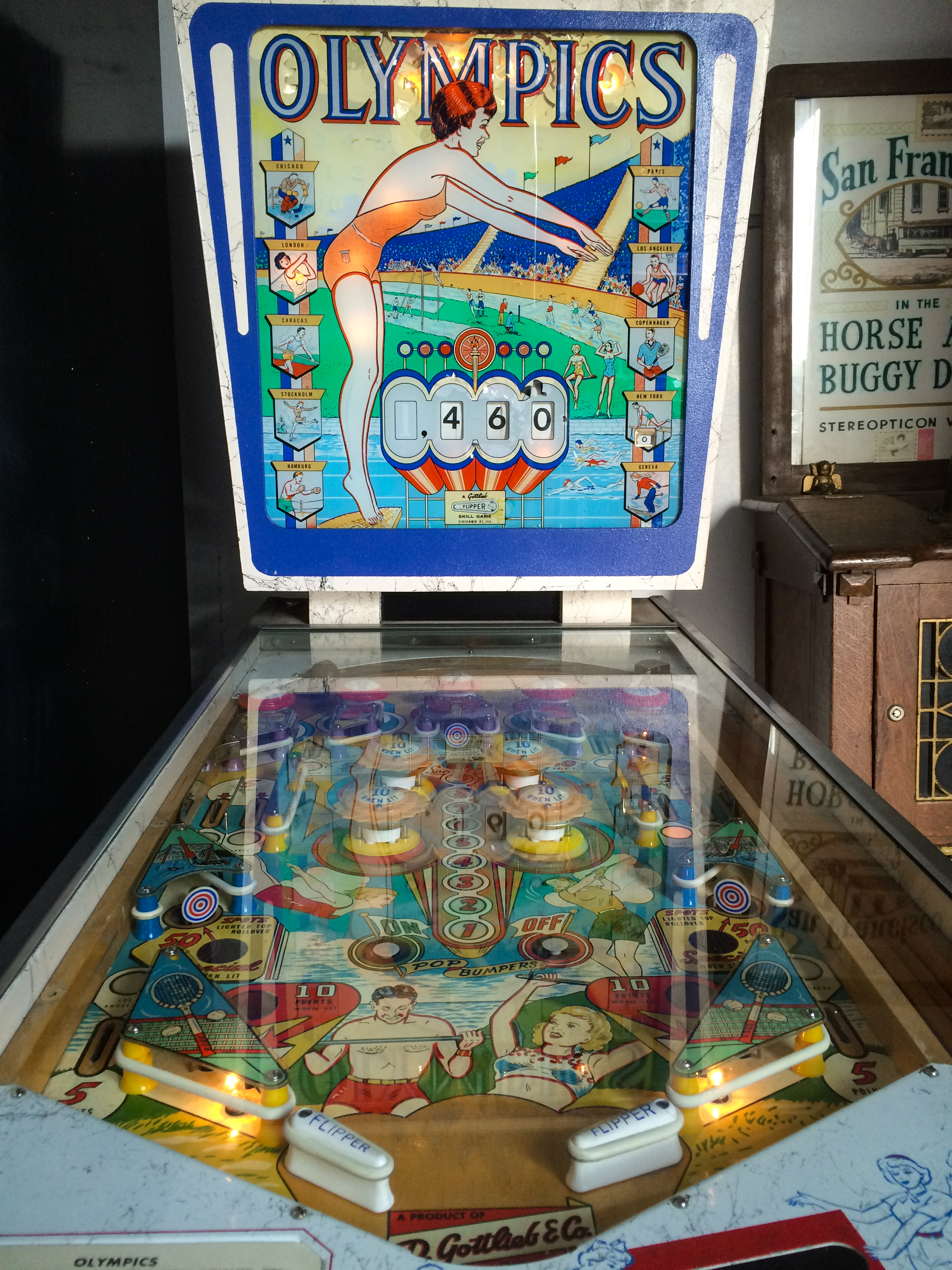
La franchise Metroid est adaptée en jeu vidéo de flipper en 2005 avec le jeu Metroid Prime Pinball mais comporte quelques-uns des mécanismes traditionnels de gameplay de la série (ici, un plateau d'un flipper).

Les jeux de la série sont au départ des jeux à défilement latéral en deux dimensions jusqu'à la série de jeux Metroid Prime en 2002 qui change de mode d'affichage en créant des jeux d'aventure en vue à la première personne. Ce gameplay de jeu de tir à la première personne teinté d'action-aventure est parfois appelé first-person adventure (FPA),,,,,.
En 2005, la franchise est adaptée en jeu vidéo de flipper, sous le titre Metroid Prime Pinball, qui mêle le gameplay classique du flipper à des phases de jeu inspirées de Metroid, telles que du jeu de tir ou des wall jump (saut de mur à mur),.
En 2006, le jeu Metroid Prime Hunters reprend le concept de Metroid Prime pour l'adapter sur Nintendo DS. Cependant, il diffère de ses prédécesseurs par la suppression de la visée assistée, un gameplay davantage orienté vers le jeu de tir à la première personne et vers l'action, et l'ajout d'un mode multijoueur en ligne à quatre joueurs,.
En 2016, le gameplay de Prime Hunters est adapté dans un jeu de tir à la première personne en mode coopératif appelé Metroid Prime: Federation Force. Le joueur incarne une jeune recrue de l'armée de la Fédération galactique et Samus devient un personnage secondaire dans cet épisode sans exploration laissant place à un jeu linéaire basé sur la réalisation d'objectifs. Metroid Prime: Federation Force propose également un mini-jeu qui combine le tir à la première personne et le football,.

## Développement

### Genèse du concept, jusqu'au jeu étalon du genre
Le premier jeu de la série, Metroid, est développé par Nintendo R&D1 et Intelligent Systems pour Famicom Disk System, l'extension de la Famicom,,. Il est par la suite porté sur NES. La Famicom Disk System, qui sort en février 1986, manque de titres, ce qui inquiète Hiroshi Yamauchi, président de Nintendo. Il lance donc son personnel disponible dans la création de jeux pour la plate-forme. Gunpei Yokoi, directeur de la R&D1, charge deux nouvelles recrues issues de sa division, Hiroji Kiyotake et Hirofumi Matsuoka, qui participent à la réalisation de Game & Watch depuis peu, de plancher sur un nouveau jeu, tous les autres membres de l'équipe étant très occupés à leurs tâches respectives. Ils n'ont aucune connaissance en matière de game design d'un jeu sur console mais ont toutefois carte blanche,.

« Comme lâchés dans la nature, on s'est réuni et on a discuté. Je lui ai demandé « alors, on fait quoi ? T'as une idée ? » et il m'a répondu « bah, heu, je sais pas moi, on improvise ! (rires) ». »

— Hiroji Kiyotake
Les deux développeurs ont quelques idées et veulent notamment un monde ouvert inspiré de celui de The Legend of Zelda. Cependant, leurs travaux sont loin d'être aboutis : par exemple, seuls quelques bips sonores sont implémentés. Nintendo, qui a pour habitude de déplacer les concepteurs et programmeurs d'un projet à l'autre et d'un rôle à un autre, place Yoshio Sakamoto sur le projet trois mois avant la sortie du jeu. Lorsque Sakamoto est intégré au projet, très peu de choses sont faites. Les décors sont identiques, le personnage ne peut exécuter que les mêmes actions, il peut se déplacer mais le game design est sommaire. Cependant, l'esthétique globale de Metroid est déjà là : un univers sombre avec un personnage puissant attaquant ses ennemis,.

« Lorsque je suis arrivé, le jeu était réduit à sa plus simple expression. Seule une partie de l'histoire, le héros, les tirs, la map ainsi que quelques graphismes étaient terminés. Il fallait créer des boss, des bgm [(background music)], des interactions, un level design cohérent, etc. Petit à petit, le jeu a pris forme et il n'était plus qu'un simple run and gun. »

— Yoshio Sakamoto
Au début du développement, l'équipe est réduite, mais à la fin du processus, toute la division travaille sur le projet pour le finaliser. À ce jeu de tir inachevé, l'équipe rajoute des éléments de jeu de plates-formes inspirés de Super Mario Bros. et de The Legend of Zelda, reprenant son monde ouvert et sa progression non linéaire. Elle s'inspire également aussi bien pour l'ambiance que le scénario du film de science-fiction Alien, réalisé par Ridley Scott en 1979. Les visuels sont également influencés par ce film, l'équipe dévoile avoir pris en référence le travail de Hans Ruedi Giger sur celui-ci pour les concevoir. L'équipe, qui choisit de faire du protagoniste une femme, ajoute au gameplay l'acquisition permanente des power-ups et crée une ambiance particulière, confortée par des musiques inquiétantes à l'atmosphère sombre, composées par Hirokazu Tanaka. Le jeu se place donc en marge des cibles classiques familiales de la ludothèque Nintendo et cible un public plus adulte,,,.

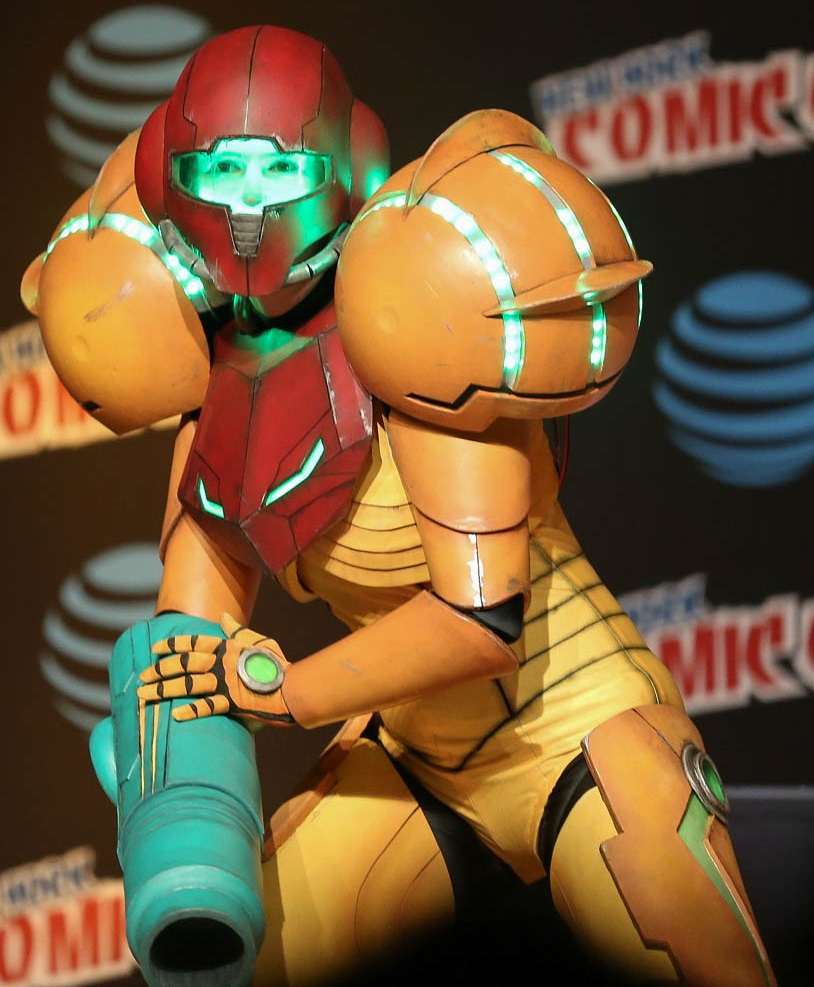
Le premier opus propose des variations de couleurs sur le personnage pour indiquer le changement de costume. Cependant, l'écran monochrome de la Game Boy oblige les développeurs à afficher plutôt de grosses épaulières à Samus, élément qui devient par la suite récurrent et distinctif (ici, un cosplay de Samus).

En 1991, la division R&D1 développe le second jeu de la série Metroid II: Return of Samus, sans Yoshio Sakamoto. Pour le scénario, les concepteurs s'inspirent directement de celui de la suite du film Alien, Aliens, le retour de James Cameron. Pour son système de jeu, ils décident de reprendre celui du précédent opus de la série qu'ils font néanmoins évoluer vers un concept plus linéaire. Dans les niveaux du jeu, l'avancée de Samus se voit ainsi limitée par la présence de lave et pour accéder à de nouvelles zones, elle doit détruire l'ensemble des métroïdes afin de provoquer un séisme, faisant ainsi baisser le niveau de lave. Le déblocage progressif des armes et des zones est toujours présent mais reste secondaire et minimal. L'écran monochrome de la Game Boy provoque des changements dans la conception. Dans le premier jeu de la série, la couleur est utilisée pour différencier le costume de puissance du costume Varia — une version améliorée de la combinaison de Samus. L'absence de couleur oblige les concepteurs à développer un symbole visuel permettant au joueur de déterminer quelle combinaison porte le personnage, et c'est ainsi que la combinaison Varia se dote de grosses épaulières proéminentes,,
En 1994, la R&D1 développe Super Metroid et l'équipe de développement du précédent opus est reconduite, avec notamment Yoshio Sakamoto et Makoto Kanoh. Le système de jeu original est de retour, centré sur l'exploration et la découverte de power-ups qui permettent au joueur d'accéder à de nouvelles zones auxquelles il ne pouvait précédemment pas se rendre. Le jeu intègre de nouveaux concepts dans la série, tels que l'écran d'inventaire, la mini-carte, ou la possibilité de tirer dans plusieurs directions. Super Metroid est finalement « un remake à peine dissimulé, […] une suite officielle et une relecture du premier opus ». Le processus dure deux ans et demi, dont les six derniers mois donnent lieu à un travail effréné. C'est le premier jeu dont la bande-son, inspirée des travaux de Hip Tanka sur le premier opus, est réalisée par Kenji Yamamoto et Minako Hamano.

### Passage à la 3D avec la sériePrimeparRetro Studios, etMetroid: Fusion
Après la sortie de Super Metroid, aucun jeu ne sort dans la série pendant huit années. Un jeu Nintendo 64 est envisagé au cours de cette période, mais Nintendo « n'a pas pu trouver d'idées concrètes », notamment concernant les contrôles et la nouvelle manette de jeu de la console.

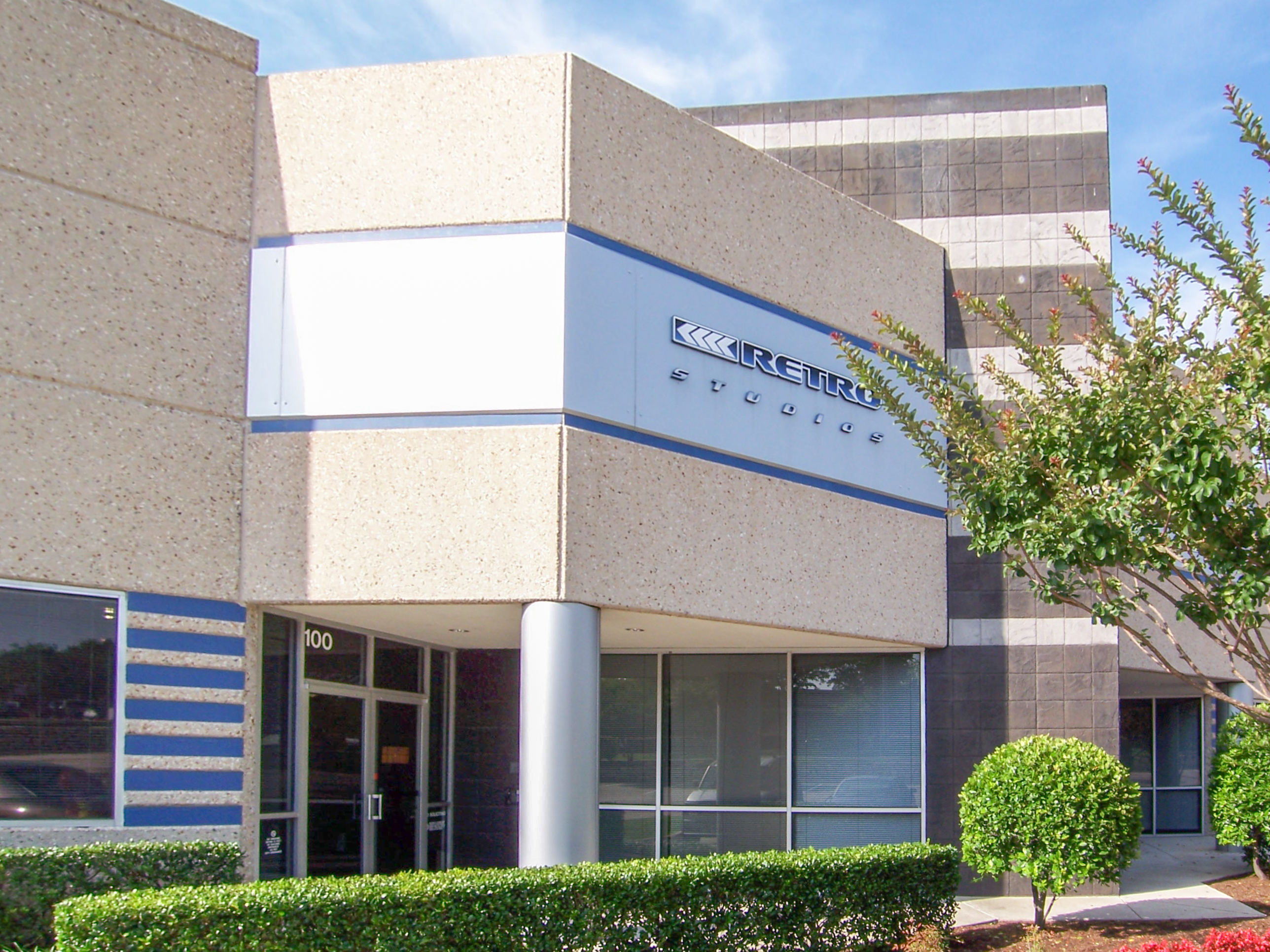
Les trois épisodes de la série Metroid Prime sont développés par le studio texan Retro Studios.

En 2002, Metroid Prime adapte le concept de Metroid en trois dimensions et change de mode d'affichage en créant des jeux d'aventure en vue à la première personne. Ce gameplay de jeu de tir à la première personne teinté d'action-aventure est parfois appelé first-person adventure (FPA),,,,,. Le développement de ce jeu revêt un caractère exceptionnel car il est la première collaboration majeure de Nintendo avec une entreprise externe, là où d'autres jeux Nintendo développés par des entreprises tierces, comme Donkey Kong Country par Rare, se sont révélés n'être que de la sous-traitance principalement — Nintendo ne faisant quasiment que distribuer des jeux développés par d'autres entreprises —. Le studio américain Retro Studios, affiliée à Nintendo, et dont les équipes subissent une ambiance paranoïaque peu propice à la qualité, commence dès 1999 à développer quatre jeux pour GameCube. Cependant, Nintendo s'aperçoit lors d'une visite dans les locaux qu'aucun des jeux présentés ne fonctionne. Nintendo confie cependant à Retro Studios le développement d'une suite à Super Metroid. À partir de ce moment-là, Nintendo reprend les rênes, puis dirige les opérations depuis le Japon. Si le travail artistique et la programmation sont exécutés par Retro Studios, le développement global est totalement sous contrôle de Nintendo. Shigeru Miyamoto est très impliqué dans le projet et Kensuke Tanabe influe fortement sur le développement, Yoshio Sakamoto ne contrôlant que la cohérence de la création avec la série déjà en place. Retro Studios s'inspire directement de Super Metroid en reprenant quasiment tous ses éléments mais quelques nouveautés apparaissent. Metroid Prime intègre un nouveau système de viseurs qui devient un élément clef du gameplay et qui permet de scanner des éléments du jeu et ainsi en apprendre plus sur le contexte historique du jeu ou d'adopter une vision infrarouge ou radioscopique. Il propose également une nouvelle phase de jeu qui consiste à retrouver douze artéfacts disséminés dans le monde ouvert. La bande-son est quant à elle réalisée par Nintendo, notamment par Kenji Yamamoto,,.

« On ne pouvait pas faire juste un jeu en 3D mettant en scène Samus Aran. Cela devait être un jeu Metroid. C'est la tâche qui a probablement été la plus difficile à réaliser durant tout le processus de développement. »

— Mark Pacini
Pourtant, si Metroid Prime devient l'une des plus grosses ventes de jeu sur GameCube, Nintendo n'en est pas aussi persuadé durant tout son développement et, de son côté, développe en interne un jeu en deux dimensions reprenant les marqueurs typiques de la série : il s'agit de Metroid: Fusion. C'est Yoshio Sakamoto, créateur historique de la série, qui le réalise. Fusion est édité le même jour que Metroid Prime,. Il reprend l'acquisition progressive des armes et des équipements et le déblocage des zones. Cependant, il se démarque de la série en abandonnant l'exploration libre au profit d'un système de missions et objectifs précis ; l'ambiance particulière, angoissante et procurant un sentiment de solitude des premiers jeux laisse également la place à un monde aux couleurs éclatantes. Le jeu fait la part belle à une scénarisation omniprésente et cependant inhabituelle. Les éléments nouveaux apportés à la franchise ont pour effet de simplifier le gameplay afin de plaire aux joueurs les plus récents. Le retrait du costume de Samus résulte d'une demande de l'équipe des graphistes qui désire faire évoluer le design du personnage. Pour le justifier, les concepteurs mettent en place l'idée d'une infection de Samus par des parasites,. La bande-son de Fusion est composée par Minako Hamano et Akira Fujiwara.

« Nous voulons changer le design de Samus. Il n'a pas évolué depuis bien trop longtemps. »

— Graphistes de l'équipe de développement de Metroid: Fusion.
Par la suite, jusqu'en 2007, Retro Studios développe les deux suites de cette trilogie Prime, amenant quelques nouveautés, notamment au niveau des contrôles. Le studio développe également la compilation de ces trois titres appelée Metroid Prime: Trilogy, publiée en 2009 sur Wii et qui intègre notamment les versions remaniées des deux premiers opus dans la gamme Nouvelle Façon de jouer !,.

### Exploitation de la franchise

#### Lesspin-offde la sériePrime

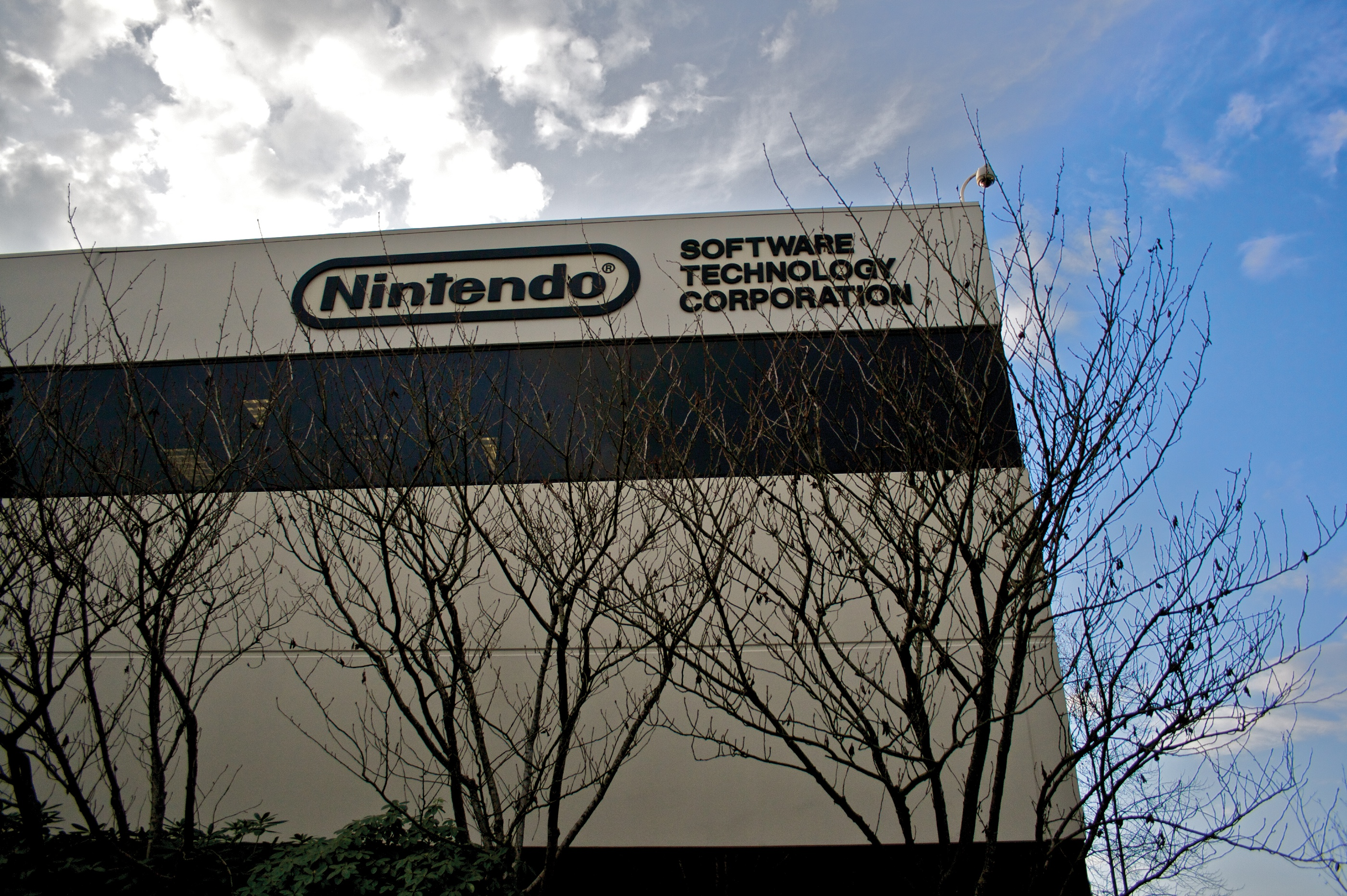
Metroid Prime Hunters est développé par Nintendo Software Technology à Redmond dans l'État de Washington (États-Unis).

À partir du succès de Metroid Prime, Nintendo exploite la franchise avec la création de plusieurs spin-off. En 2005, elle est adaptée en jeu vidéo de flipper développé par le studio externe Fuse Games : Metroid Prime Pinball mêle le gameplay classique du flipper mais intègre aussi des phases de jeu inspirées de Metroid, tel que du jeu de tir ou des wall jump (saut de mur à mur),.
En 2006, Nintendo Software Technology développe un nouveau jeu dérivé sur Nintendo DS : Metroid Prime Hunters, un jeu d'action-aventure et de tir en vue à la première personne, reprend le concept de Metroid Prime mais avec un gameplay davantage orienté vers le jeu de tir à la première personne et vers l'action tout en ajoutant un mode multijoueur en ligne à quatre joueurs,.
En 2016, un autre développeur externe, Next Level Games, conçoit un autre jeu sur la console portable Nintendo 3DS : Metroid Prime: Federation Force. Celui-ci reprend le gameplay de Prime Hunters dans un jeu de tir à la première personne en mode coopératif qui place le joueur aux commandes d'une armure de combat spécialisée connue sous le nom de mecha. Federation Force propose également un mini-jeu intitulé Metroid Prime: Blast Ball qui combine le tir à la première personne et le football,.

#### Lesremakes
Dès 2004, Nintendo et la R&D1 développent un remake du premier opus sur Game Boy Advance : celui-ci apporte entre autres un addenda à l'intrigue par le biais d'une nouvelle mission en fin de partie,.
En 2017, Nintendo confie à MercurySteam, qui a exprimé son intérêt à travailler sur la franchise, le développement du remake sur Nintendo 3DS du second jeu de la franchise principale, Metroid II: Return of Samus : Samus Returns offre quelques nouveautés comme un système de contre-attaques,.

### Scénarisation etbackgroundde Samus Aran

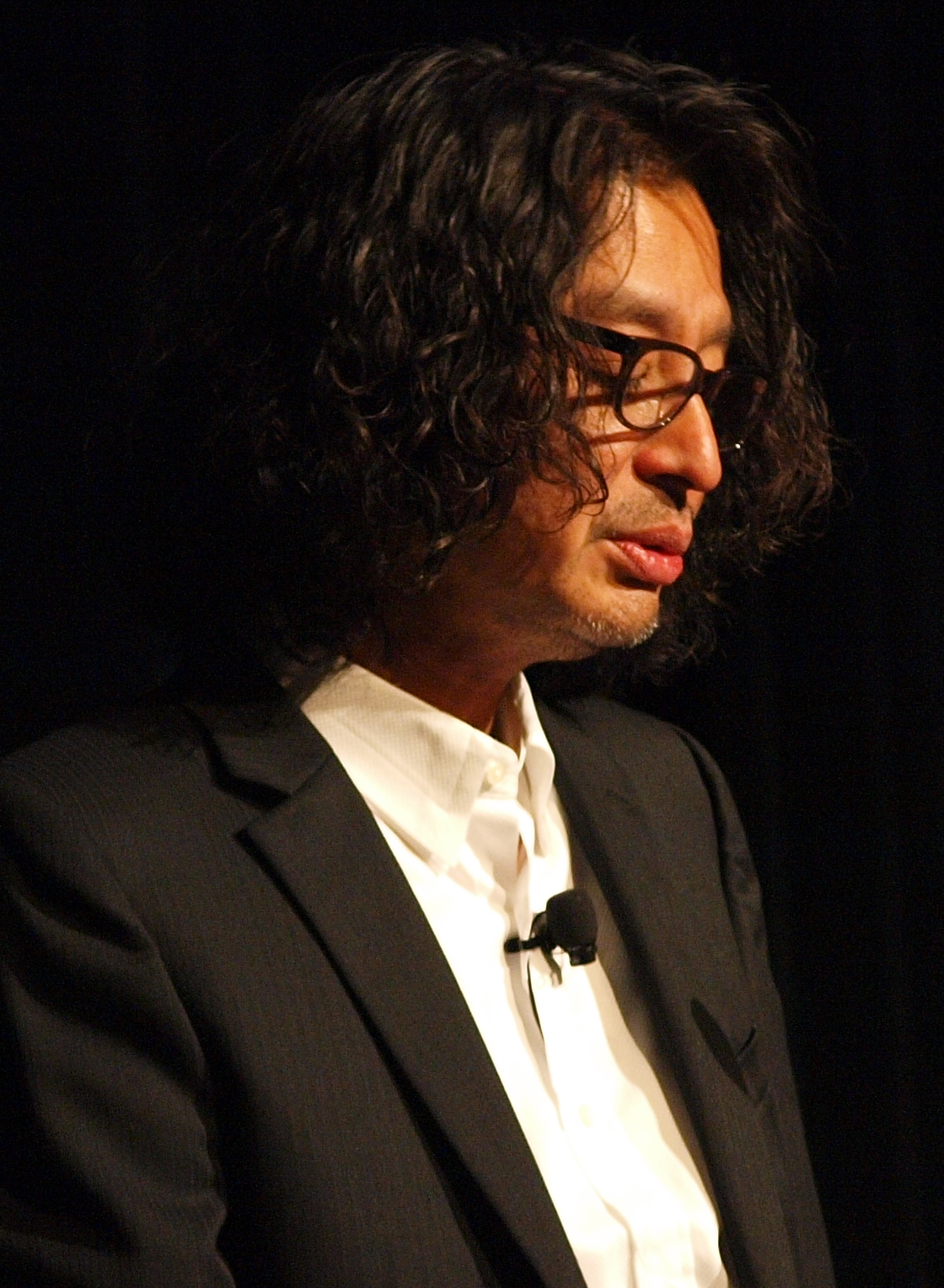
Yoshio Sakamoto, personne-clef de l'histoire de Metroid, imagine le concept atypique dOther M dans la série, notamment par ses contrôles sans le Nunchuk, son côté très scénarisé et les passages du jeu vers les scènes cinématiques sans transition.

Dès 2006 et la sortie de la console Wii, Yoshio Sakamoto, le producteur et concepteur en chef de la franchise Metroid décide de créer un nouveau jeu sur cette plate-forme et commence à en établir le concept. Il estime cependant que son équipe, la R&D1, n'a pas les connaissances pour développer un jeu en trois dimensions et estime que son concept peut être mal perçu s'il le présente directement à Nintendo. Il se tourne donc vers un studio de développement externe, Team Ninja (filiale de Tecmo), qu'il estime capable de réaliser son projet,.

« Quand j'ai demandé à Sakamoto : « Alors, c'est un jeu NES avec les dernières technologies [de 2010], n'est-ce pas ? », il a répondu : « C'est exactement ça ! »

— Yosuke Hayashi
Other M est alors développé par Project M, une équipe composée de membres de Nintendo, de l'équipe Team Ninja et du studio d'animation D-Rockets. Yoshio Sakamoto, le développeur emblématique de la série, approche Team Ninja pour leur proposer le développement du jeu, alors que D-Rockets se voit confier la réalisation des scènes cinématiques se déroulant durant le jeu. Un système de contrôles simple est mis en place afin de rendre le jeu plus intuitif et plus attractif, dans le but de focaliser davantage le jeu sur l'histoire et la représentation des personnages. Sakamoto décide donc de n'utiliser que la télécommande Wii, sans le Nunchuk. Il veut par ceci créer un jeu aussi simple que sur NES. De nombreux changements sont apportés au concept initial puisque Samus Aran possède tout son équipement dès le départ et peut utiliser de plus en plus d'éléments si le chef de l'escouade le décide. Samus n'est donc plus seule mais accompagnée et une très grande part du jeu est faite à la scénarisation qui est omniprésente par le biais d'une voix off et de très nombreuses scènes cinématiques qui s'engagent sans transition avec l'action. Other M veut par cette scénarisation rétablir le chaînon manquant entre le scénario de Super Metroid et celui de Fusion,,. Samus Aran, habituellement présentée comme une tueuse solitaire, se retrouve tout-d'abord sous l'autorité masculine ; elle est également dépeinte sous des traits détonnant des incarnations dans les précédents jeux de la série. Celle-ci devient une personne très émotive, vulnérable, parfois paniquée, parfois apeurée, contrastant par rapport aux précédents épisodes,. Par exemple, elle montre des sentiments maternels vis-à-vis du bébé métroïde, élément de l'intrigue de Super Metroid.
Techniquement, le jeu est réalisé en trois dimensions dans une perspective à la troisième personne mais certaines parties sont limitées en deux dimensions offrant une vue latérale. La recherche des quelques objets ou items se fait alors en vue subjective sans que les mouvements ne soient autorisés. Team Ninja apporte un nouveau système d'attaques mais celles-ci ne peuvent être exécutées que dans le bon timing et si la vie des ennemis est réduite jusqu'à un certain niveau,,.

## Identité sonore et musiques
La série Metroid est notable pour son style musical unique. Les musiques sont inquiétantes, à l'atmosphère sombre,.

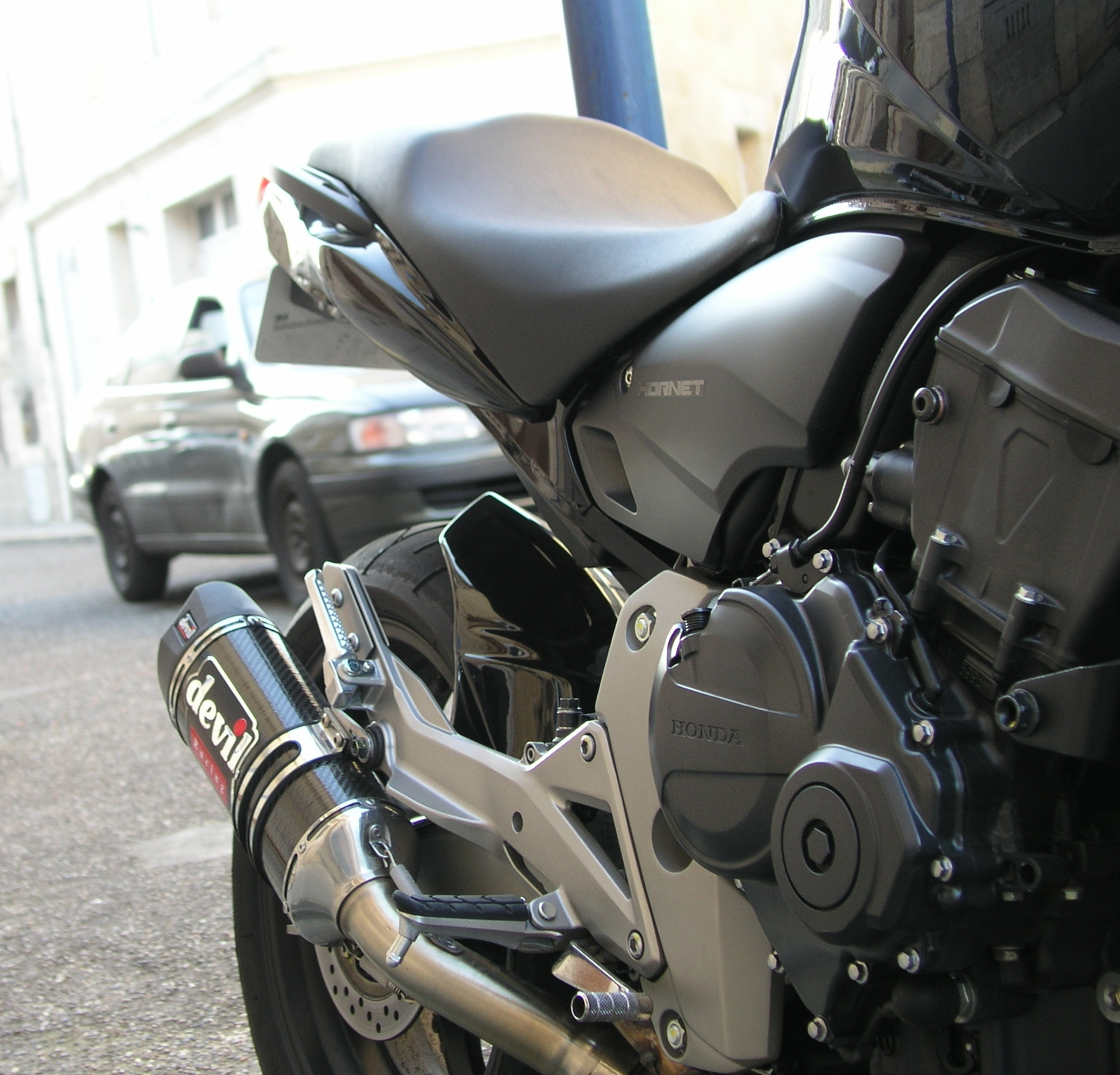
Pour Super Metroid, Kenji Yamamoto compose certains thèmes du jeu en les fredonnant, alors qu'il est en train de conduire sa moto.

Hip Tanaka, compositeur du premier jeu de la série, veut réaliser une bande-son qui donne l'impression au joueur de rencontrer un organisme vivant et de ne pas pouvoir faire la différence entre musique et effets spéciaux. En effet, l'unique composition mélodique de Metroid est jouée lorsque Mother Brain est vaincue, pour permettre au joueur d'avoir la plus grande catharsis possible ; pendant tout le reste de la partie, la musique est plus minimaliste car Tanaka tient à ce que les mélodies soient à l'opposé des musiques pop et joyeuses largement majoritaires dans les jeux vidéo de cette époque,. La bande-son de Metroid est intimidante, à l'atmosphère sombre et claustrophobe,. Dans son livre Maestro Mario: How Nintendo Transformed Videogame Music into an Art, Andrew Schartmann note la possible influence de la bande-son d'Alien, composée par Jerry Goldsmith, sur la musique de Metroid, hypothèse fondée sur la reconnaissance par Sakamoto de l'influence du film sur le jeu vidéo. Pour Schartmann, « la meilleure contribution de Tanaka à la musique vidéoludique est paradoxalement une forme de silence. Il est indiscutablement le premier compositeur de musique de jeu vidéo à mettre l'accent sur l'absence de son dans ses musiques. La musique de Tanaka est le prototype même d'effet d'isolement et d’atmosphère qui pénètrent profondément les émotions ». Il précise que comme Metroid, le film doit ses passages les plus tendus aux silences.
Le compositeur de Super Metroid, Kenji Yamamoto, tente d'imiter le style du premier opus. Pour composer, il lui arrive de fredonner certains thèmes du jeu alors qu'il est en train de conduire sa moto. Il est reconduit sur les épisodes de la série Prime afin de renforcer la continuité de la série. Yamamoto utilise des tambours lourds, du piano, des chants, des sons de tuyaux et de la guitare électrique. Metroid Prime 3: Corruption a bénéficié de l'augmentation de la quantité de mémoire vive en passant de la GameCube à la Wii ; ceci lui a permis d'utiliser des échantillons sonores de meilleure qualité et donc une meilleure qualité audio globale.

## Accueil

### Réception
| Jeux                            | Année | GameRankings | Metacritic |
| ------------------------------- | ----- | ------------ | ---------- |
| Metroid                         | 1986  | 61,54 %      | 58 %       |
| Metroid II: Return of Samus     | 1991  | 78,90 %      | -          |
| Super Metroid                   | 1994  | 96,55 %      | -          |
| Metroid: Fusion                 | 2002  | 91,21 %      | 92 %       |
| Metroid Prime                   | 2002  | 96,33 %      | 97 %       |
| Metroid: Zero Mission           | 2004  | 90,19 %      | 89 %       |
| Metroid Prime 2: Echoes         | 2004  | 91,87 %      | 92 %       |
| Metroid Prime Pinball           | 2005  | 80,22 %      | 79 %       |
| Metroid Prime Hunters           | 2006  | 83,95 %      | 85 %       |
| Metroid Prime 3: Corruption     | 2007  | 90,23 %      | 90 %       |
| Metroid Prime: Trilogy          | 2009  | 92,35 %      | 91 %       |
| Metroid: Other M                | 2010  | 79,11 %      | 79 %       |
| Metroid Prime: Federation Force | 2016  | 64,50 %      | 64 %       |
| Metroid: Samus Returns          | 2017  | 87,11 %      | 85 %       |
| Metroid Dread                   | 2021  | -            | 88 %       |

La série Metroid est très appréciée par les critiques et est régulièrement distinguée parmi les meilleures franchises. Ainsi, Next Generation la désigne 70e meilleure franchise dès 1996, IGN la classe 8e en 2006, GamePro la place en 4e position de son top 10, Complex la positionne en 2012 au 36e rang de son top 50 des meilleures licences et Maxim la hisse au 12e rang de son top 30.
Le premier opus Metroid est régulièrement placé dans le haut des classements les plus importants de la presse vidéoludique,,,,. En 2001, Electronic Gaming Monthly désigne Super Metroid meilleur jeu de tous les temps tout, comme GamesRadar+  en 2007. Il est régulièrement distingué comme l'un des meilleurs jeux de la Super Nintendo, par exemple par Nintendo Power ou par IGN. Lors de la cérémonie des 6e Interactive Achievement Awards de 2003, Metroid Prime reçoit l'Achievement Awards du meilleur jeu d'action à la première personne de l'année sur console. Lors de la 3e Game Developers Conference en 2003, il reçoit le Game Developers Choice Awards du meilleur jeu de l'année, et Retro Studios se voit décerner le titre d'Excellence in Level Design. Le jeu reçoit de nombreux prix de la part de la presse spécialisée. Metroid: Fusion est désigné meilleur jeu portable de l'année lors de l'Interactive Achievement Awards en 2002. Metroid: Samus Returns remporte la récompense du meilleur jeu mobile lors de la Gamescom 2017 Awards. Il obtient également le prix de la catégorie « meilleur jeu portable » lors de la cérémonie The Game Awards 2017. Le jeu obtient le prix du meilleur jeu portable de l'année lors des Game Critics Awards 2017. Lors des New York Game Awards 2018, le jeu remporte le prix du meilleur remake. Le jeu obtient également le prix du meilleur jeu sur console portable de l'année 2017 lors de la 21e cérémonie annuelle des D.I.C.E. Awards 2018 organisée par l'Academy of Interactive Arts and Sciences. Globalement, la plupart des jeux de la série se retrouvent régulièrement dans les classements des médias spécialisés les plus importants ou reçoivent des distinctions,,.
La série a influencé de nombreux autres jeux dont Castlevania: Symphony of the Night, conçu par Koji Igarashi, qui reprend le système de jeu de Super Metroid ; ces jeux sont ainsi considérés comme les jeux fondateurs du genre Metroidvania,,,,. Outre la série des Castlevania, Super Metroid inspire la création d'un grand nombre d'autres jeux tels que Cave Story, Shadow Complex, Axiom Verge ou Ghost Song: A Journey of Hope.

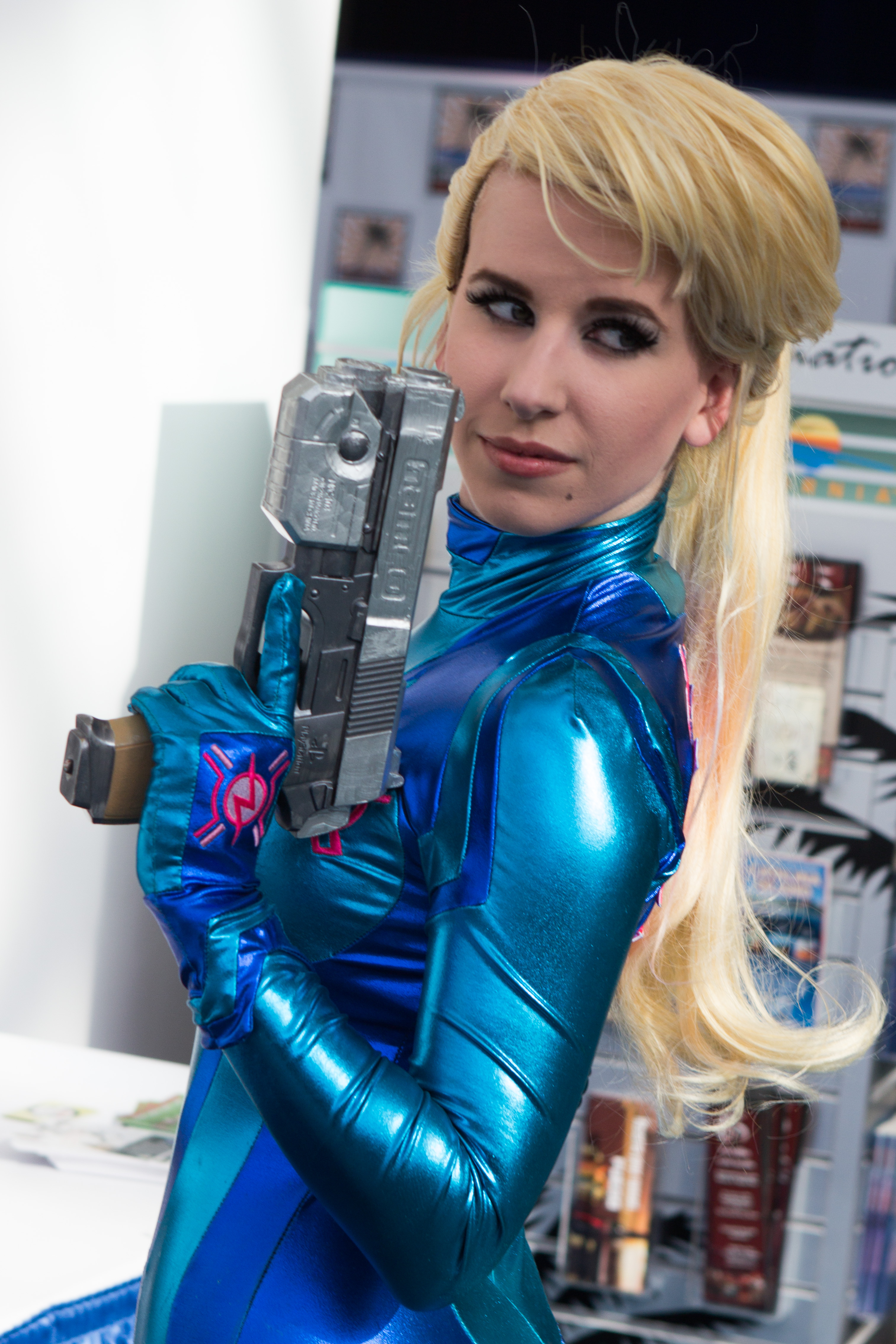
Malgré l'existence de précédents, le personnage de Samus Aran est considéré comme l'un des premiers personnages féminins de l'histoire du jeu vidéo (ici, un cosplay de Samus).

Samus Aran est reconnu par le Livre Guinness des records comme un personnage « durablement populaire » et comme « le premier personnage féminin humain jouable dans un jeu vidéo grand public », malgré le jeu de Namco Baraduke sorti un an plus tôt en 1985, dont le protagoniste est une femme appelée Kissy ou Toby Masuyo selon les jeux où elle apparaît ; en outre, cinq ans avant le premier épisode de la série Metroid, Ms. Pac-Man met en scène un personnage principal féminin,. D'autres personnages de la franchise Metroid ont également leur propre reconnaissance : ainsi, Ridley est le personnage dont l'inclusion dans la série Super Smash Bros. est la plus attendu par les fans et le deuxième sur une liste de dix jeux par le site IGN et Mother Brain est fréquemment classé parmi les meilleurs boss de jeu vidéo de tous les temps.
Le premier jeu de la série, Metroid, se distingue par sa musique « étrange », ajoutant un « sens de mystère et d'exploration » et rendant le jeu « morose et à l'atmosphère particulière »,. IGN fait l'éloge de ces musiques qui contribuent à ajouter du suspense à l'expérience de jeu au bon moment. GameSpot décrit Super Metroid comme meilleur que l'original « littéralement de toutes les manières possibles ». Metroid: Fusion est reconnu pour sa « bande-son discrète » qui correspond à l'ambiance de la franchise et pour ses excellents effets sonores qui en font une expérience sonore « exceptionnellement bonne » sur Game Boy Advance. Metroid Prime est considéré à sa sortie comme l'un des meilleurs jeux jamais réalisés, remportant le titre de jeu de l'année de divers médias spécialisés,,. Sa bande-son est considérée comme l'une des meilleures sur GameCube. Les effets sonores sont également appréciés pour leur précision élevée et leur osmose avec les musiques. IGN qualifie d'« hypnotisante » l'expérience auditive vécue durant le jeu Metroid Prime 2: Echoes. Des musiques de la franchise Metroid sont fréquemment rééditées dans le cadre des best of de musiques de jeux vidéo,,. Sur le site de musiques de jeux vidéo OverClocked ReMix, Super Metroid est le dixième jeu vidéo le plus remixé alors que le premier jeu vidéo, Metroid, est vingt-cinquième.

### Ventes
La franchise Metroid rencontre un succès commercial certain : Super Metroid, Metroid: Fusion, Metroid Prime, Metroid Prime 3: Corruption et Metroid Dread dépassent chacun le million d'exemplaires vendus,,. En septembre 2012, le total des jeux écoulés s'élève à plus de 17,44 millions d'exemplaires à travers le monde. Ces chiffres restent somme toute inférieurs aux franchises phares de Nintendo The Legend of Zelda et Super Mario Bros., aussi bien en termes de vente que de popularité,.
Metroid obtient son succès principalement en Occident, notamment en Amérique du Nord mais aussi en Europe. Les ventes de jeux Metroid au Japon sont généralement inférieures à celle des États-Unis, notamment les deux premiers épisodes de la série Prime,,. La franchise est généralement considérée comme plus adaptée au marché américain ou occidental en raison de différences culturelles : les joueurs japonais de jeu vidéo n'apprécient que rarement les jeux de tir à la première personne car ils sont réputés pour causer des troubles du mal des transports. Metroid: Other M est toutefois le troisième jeu vidéo le plus vendu au Japon durant sa semaine de lancement avec près de 50 000 copies écoulées,. Metroid Dread est le jeu le plus vendu de la série avec 2,90 millions d'exemplaires vendus au 31 mars 2022.

## Adaptations et autres médias

### Produits dérivés
La bande-son et parfois seulement certaines pistes de Metroid, le premier jeu de la série, ont été rééditées dans une multitude de compilations musicales vidéoludiques comme Game Sound Museum ~Famicom Edition~ 12 Metroid ou Famicom 20th Anniversary: Original Soundtrack Vol.1. La plupart des pistes de Super Metroid sont compilées dans la bande originale Super Metroid: Sound in Action, publiée le 22 juin 1994 par Sony Records : celle-ci contient trente-huit titres. Metroid Prime & Fusion Original Soundtracks est éditée par Scitron le 18 juin 2003 et compile la bande originale des jeux Metroid: Fusion et Metroid Prime. Une version spéciale du jeu Metroid: Samus Returns est commercialisée en 2017 avec une couverture réversible et un CD audio, Samus Archives, comprenant vingt-cinq pistes issues de nombreux jeux Metroid y compris ce dernier.

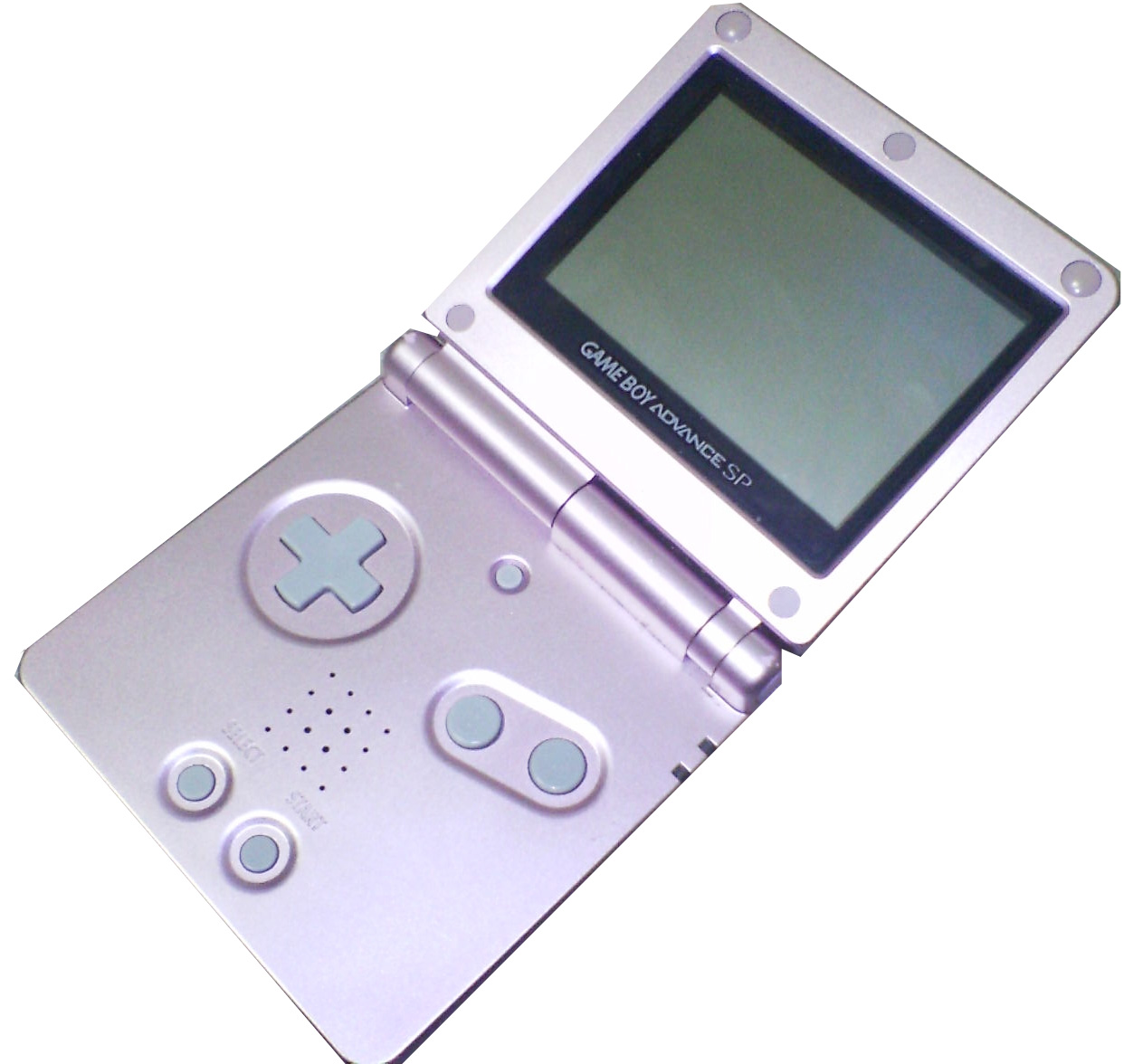
Plusieurs consoles griffées à l'effigie de la franchise sont commercialisées par Nintendo, notamment la Game Boy Advance SP.

Lors de son lancement le 21 novembre 2004 en Amérique du Nord, la console portable Nintendo DS est livrée avec une démo du jeu Metroid Prime Hunters : intitulée Metroid Prime Hunters: First Hunt, elle contient trois niveaux et trois cartes multijoueur,,. En 2004, Nintendo permet aussi aux membres du club Nintendo de personnaliser leur Game Boy Advance SP à l'effigie de Samus en envoyant la console auprès de Nintendo pour que l'entreprise nippone la modifie. Les joueurs figurant parmi les quatre-vingt meilleurs temps à l'épreuve contre-la-montre de Zero Mission peuvent aussi obtenir cette version de la console. Une édition spéciale de la console New Nintendo 3DS XL à l'effigie de la série Metroid et intitulée Samus Edition est également commercialisée le 15 septembre 2017 dans un pack comprenant le jeu Metroid: Samus Returns ,.
En 2012, une figurine de Samus Aran en combinaison Zero est commercialisée par Max Factory. En 2013, une nouvelle figurine de Samus équipée de son armure est également mise en vente,,. À l'occasion de la sortie du jeu Metroid: Samus Returns en 2017, qui supporte les Amiibos, deux figurines sont lancées en même temps que le jeu. La première figurine est le protagoniste Samus, à genoux dans la même position que sur la jaquette du jeu original, et la seconde est une créature Metroid échappée de son vase de confinement. Dans le cadre de la sortie du jeu Super Smash Bros. Ultimate, de nouveaux Amiibos sont commercialisés, notamment un à l'effigie de Samus sombre et l'autre de Ridley.

### Bande dessinée et manga
La franchise Metroid a été adaptée plusieurs fois en bande dessinée et manga aux États-Unis et au Japon, notamment les opus Metroid, Super Metroid, Metroid Prime, Metroid Prime 2: Echoes, et Metroid: Zero Mission. Samus Aran et d'autres personnages de Metroid figurent également dans certaines des bandes dessinées Captain N: The Game Master de Valiant Comics. Au Japon, six courtes bandes dessinées en ligne sont publiées par Kodachi et racontent le passé de Samus. De plus, sur l'archipel nippon, Comic BonBon publie un manga en trois volumes dont un des protagonistes principaux est Samus : メトロイド サムス&ジョイ (« Samus et Joey »).

### Caméos et présences dans d'autres jeux
Certains personnages et éléments de la franchise Metroid apparaissent dans différents médias : Samus Aran figure ainsi dans plusieurs jeux Nintendo comme Super Mario RPG, Tetris (version NES), Tetris DS, Galactic Pinball, Kirby's Fun Pak, Kirby's Dream Land 3, et WarioWare,,. Plusieurs personnages et environnements de jeu apparaissent dans la série Super Smash Bros. Samus est d'ailleurs un personnage jouable dans chacun des titres de cette série,. Super Smash Bros. Brawl, Super Smash Bros. for Nintendo 3DS / for Wii U et Super Smash Bros. Ultimate l'incluent en combinaison Zéro,. Samus sombre est également jouable dans ce jeu,. Plusieurs caméos de Ridley figurent également dans cette franchise, notamment dans le premier jeu et dans Super Smash Bros. Melee aussi bien en tant que trophée déblocable que dans la séquence d'ouverture du jeu. Il figure aussi dans Super Smash Bros. Brawl sous sa forme normale ainsi qu'en version Meta Ridley en tant que boss. À la demande des fans, il revient dans Super Smash Bros. Ultimate en tant que personnage jouable. Kraid apparaît également dans Super Smash Bros. Melee comme menace de stage et personnage déblocable. D'autres personnages tels que les métroïdes, Mother Brain et Dark Samus font des apparitions dans cette série,.
De même, quelques thèmes musicaux remixés issus de la franchise Metroid sont intégrés dans le jeu Super Smash Bros. Ultimate.
Mother Brain est aussi l'antagoniste principal de la série d'animation télévisée Captain N: The Game Master. Dans le jeu Kid Icarus sorti sur NES, le héros Pit rencontre un ennemi ressemblant à un métroïde. Dans le jeu Dead or Alive: Dimensions, développé par Team Ninja qui a développé Other M en collaboration avec Nintendo, un niveau imite une zone de ce jeu. Ridley et Samus n'y sont pas jouables mais apparaissent en tant que menaces. Par ailleurs, Nintendo Land comporte un mini-jeu appelé Metroid Blast.
Enfin, Samus Aran, tout comme Link de la série The Legend of Zelda, devait être un personnage jouable dans la version Wii du jeu Marvel Ultimate Alliance mais n'est finalement pas inclus dans la version finale.

### Cinéma

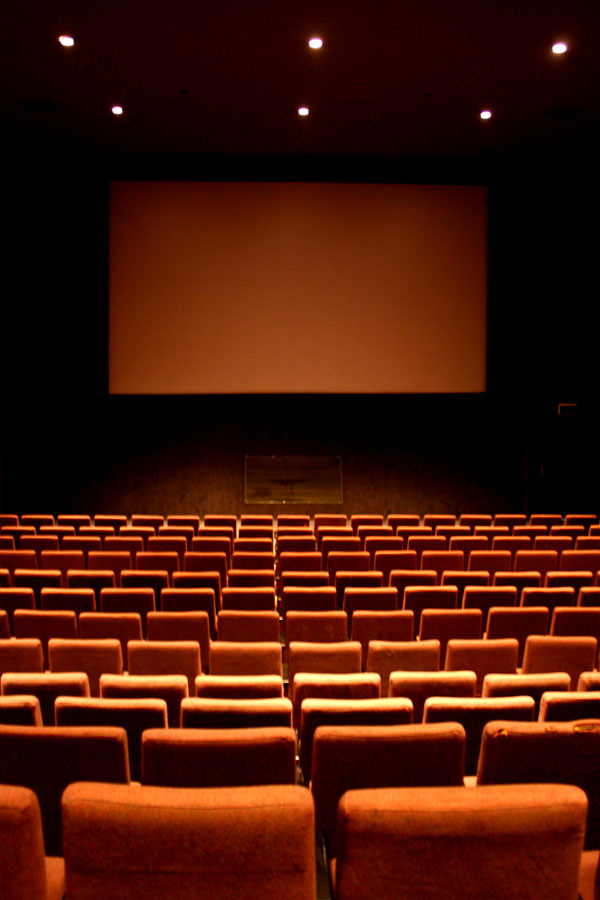
Le projet d'un film mettant en scène l'univers de Metroid est envisagé pour une sortie en 2006 mais n'aboutit finalement pas (ici, une salle de cinéma).

En 2003, le projet d'un film mettant en scène l'univers de Metroid est lancé. Zide/Perry Productions, producteurs des films American Pie et Destination finale, achètent les droits pour adapter la série de Nintendo au cinéma. Warren Zide et Craig Perry recherche des scénaristes et un réalisateur pour mener le projet,. Aucun acteur n'est dévoilé mais le scénario est calqué sur la trame de fond de Metroid, le premier jeu de la série. Cependant, les droits acquis par Zide/Perry expirent et le producteur perd les droits du film dès l'année suivante au profit de John Woo et de son studio Tiger Hill studio : celui-ci déclare à ce moment-là que le film sera basé sur les origines de Samus Aran et relatera ses combats contre Mother Brain,,. Lion Rock Productions est à la production jusqu'en 2006 où le projet de film est annulé ou tourne au fiasco. Malgré des annonces contradictoires lancées avant le salon de l'E3 2004, Sakamoto déclare lors d'une interview que le film n'est pas en production. Tiger Hill studio qui désire amener des idées complètement nouvelles fait face à une tâche compliquée : en effet, le scénario de Metroid s'inspire lui-même de films et possède une histoire assez classique dans la science-fiction ; par ailleurs, l’entreprise est constamment aux prises avec des restrictions posées par Nintendo, conséquence du cuisant échec critique et commercial du film Super Mario Bros.. Bien qu'un scénariste a été engagé, le projet n'est pas allé plus loin que l'idée de base centrée sur le scénario du premier jeu de la série. Finalement, les droits obtenus par John Woo expirent en 2007, clôturant le projet de film sur la franchise. Lors d'un article paru en 2012, IGN dévoile que la sortie de ce film était prévue pour 2006.

### Activité de la communauté
Metroid est l'un des premiers jeux à avoir plusieurs fins différentes accessibles en fonction du temps écoulé,. Ces multiples fins ont incité la communauté de joueurs à finir le jeu le plus rapidement possible. Ainsi, depuis les années 1990 s'est développé le speedrun dont le but est d'obtenir la meilleure fin et d'avoir la possibilité de voir Samus Aran dénudée,,. Les joueurs les plus rapides finissent le jeu en près de quinze minutes. À l'époque de Metroid, une technique équivalente, le Low percent ou Low percentage, consiste à finir le jeu en récupérant le moins d'items possibles et en découvrant le moins de secrets. Tous les jeux de la série Metroid sont ainsi populaires dans l'univers du speedrun, notamment depuis Super Metroid,,.
Metroid connait par ailleurs quelques hacks, notamment grâce au logiciel Metedit, développé par SnoBro, un fan de la série, et qui permet de réaliser des modifications du premier jeu de la série. Un fan a par exemple créé une demande en mariage réalisée directement dans le jeu en le modifiant pour que sa demande soit affichée lorsque son épouse joue et entre dans une certaine salle,. Le logiciel SMILE, développé par des fans, permet quant à lui de reconfigurer complètement le jeu et créer des aventures inédites ou repensées. Par exemple, Super Metroid: Redesign, créé par drewseph en 2006, propose une physique modifiée, de nouveaux objets et un monde plus étendu,. L'un des hacks les plus célèbres reste AM2R, Another Metroid 2 Remake, un remake amateur non officiel et colorisé de Metroid II: Return of Samus ; cette adaptation est basée sur le moteur de jeu Game Maker et développée par Milton Guasti sous le pseudonyme DoctorM64.
D'autre part, la communauté crée des fanfictions de Metroid même si elles restent peu nombreuses, par comparaison avec un jeu comme Halo : une des raisons est probablement l'absence de mode multijoueur sur la quasi-totalité des opus de la série. Mais ces fictions varient d'un auteur à l'autre et sont toutes centrées sur Samus Aran, parfois représentée comme un chasseur de primes avec une forte personnalité, parfois comme une femme passive où prime l'aspect sexuel ou érotique. Par exemple, en novembre 2015, le studio Rainfall Films crée un fanfilm sur Metroid très bien accueilli et relayé par la presse spécialisée,. Le contenu généré par les utilisateurs prend aussi la forme de dessins.
Enfin, le cosplay est un phénomène qui touche également Metroid. Une multitude de cosplays de Samus Aran sont créés par la communauté, que ce soit en costume de puissance, en Swim Suit ou en Zero Suit,,,,.

### Ressources primaires
1. 1 2 3 4  « Iwata demande: Metroid Other M - 2. Une seule télécommande Wii », sur Nintendo.com, 25 août 2010.
2. 1 2 3  « Metroid », sur Nintendo.fr.
3. ↑  (en) Nintendo, « Game Boy (original) Games » [PDF], sur Nintendo.
4. ↑  Retro Studios, Nintendo. Metroid Prime 3: Corruption (Wii). Nintendo. 2004.
5. 1 2  Nintendo, Metroid Prime Hunters : Mode d'emploi, Nintendo, 2006, p. 16.
6. ↑  (en) « Financial Results Briefing for the Nine-Month Period Ending December 2007 », sur Nintendo.co.jp, 25 janvier 2008, p. 6.
7. ↑  (ja) « 社長が訊く『メトロイドプライム3 コラプション』 » [« Iwata Demande - Metroid Prime 3: Corruption »], sur Nintendo,‎ 2014.

### Ressources bibliographiques
1. ↑  Christophe Mallet  2016, Samus s'emmêle les dreads, p. 254-255.
2. ↑  Christophe Mallet  2016, Le Fin mot de l'histoire, p. 255-256.
3. 1 2 3 4  Mark J. P. Wolf, Metroid series, p. 399-400.
4. ↑  Christophe Mallet  2016, Faux Départ, p. 179-180.
5. ↑  Christophe Mallet  2016, Vaisseau et Metroides : Un Univers en expansion, p. 78-79.
6. ↑  Christophe Mallet  2016, Metroid Tantei Club, p. 264-265.
7. ↑  Christophe Mallet  2016, Same, but different… but still same, p. 76-77.
8. ↑  Christophe Mallet  2016, Super Metroid, le remake final, p. 89-90.
9. ↑  Christophe Mallet  2016, Metroid Wario Fusion Land, p. 174.
10. ↑  Christophe Mallet  2016, La Menace X, p. 174-176.

### Ressources secondaires
1. ↑  (en) Sean Keane, « What we know about Metroid Prime 4 on Nintendo Switch », sur CNET, 7 juin 2018.
2. 1 2 3 4 5 6 7 8 9 10 11 12 13 14 15 16 17 18 19 20 21 22 23  (en) Andy Robinson, « The History of Metroid », sur GamesRadar+, 23 octobre 2007, p. 1-6.
3. 1 2 3 4 5 6 7 8 9  (en) Brad Shoemaker, « The history of Metroid », sur GameSpot, 2003, p. 1-8.
4. ↑  (en) « Metroid », sur Gaming-History.
5. ↑  (en) « Metroid », sur KLOV.
6. 1 2 3 4 5 6 7  Florent Gorges, « Consoles : Ce que personne ne vous a jamais dit sur Metroid » (Mook), Pix'n Love, Éditions Pix'n Love, no 1,‎ 2007, p. 92-97 (ISBN 9782953050134).
7. ↑  Romendil, « Test du jeu Metroid sur GBA », sur Jeuxvideo.com, 14 janvier 2005.
8. ↑  La Rédaction, « Metroïd Prime + Metroid Fusion = ? », sur Jeuxvideo.com, 28 octobre 2002.
9. ↑  (en) Craig Harris, « Metroid: Zero Mission Director Roundtable », sur IGN, 30 janvier 2004, p. 2.
10. ↑  (en) Brittany Vincent, « Nintendo's Classic Mini is a tiny NES with 30 games », sur Engadget, 14 juillet 2016.
11. ↑  « Nintendo Switch Online : la liste des jeux NES inclus », sur Jeuxvideo.com, 18 septembre 2018.
12. 1 2 3 4  « Metroid II - Fiche détaillée », sur Gamekult.
13. 1 2  (ja) « メトロイドII まとめ [ゲームボーイ », sur Famitsu.
14. ↑  (en) Lucas M. Thomas, « Nintendo, Re-Packaged », sur IGN, 15 décembre 2010.
15. 1 2 3 4 5 6 7 8 9 10 11 12 13 14 15 16 17 18 19 20 21 22 23  (en) Rus McLaughlin, « IGN Presents The History of Metroid », sur IGN, 15 août 2008, p. 1-4.
16. ↑  Steven Rodriguez et Jonathan Metts, « Virtual Console Mondays: August 20, 2007 - Recommendations », sur Nintendo World Report, 21 août 2007.
17. 1 2 3 4  (ja) « スーパーメトロイド », sur Famitsu.
18. ↑  (en) Gamespot Staff, « Shippin Out August 20-24: BioShock, Brain Age 2 », sur GameSpot, 21 août 2007.
19. ↑  Yukishiro, « Console Virtuelle : Super Metroid arrive », sur Gamekult, 12 octobre 2007.
20. ↑  Rédaction, « Nintendo : Les téléchargements de la semaine », sur Jeuxvideo.com, 16 mai 2013.
21. ↑  (en) Richard Mitchell, « New Nintendo eShop releases: Super Metroid, Super Ghouls 'N Ghosts, Mega Man 5 », sur Engadget, 16 mai 2013.
22. ↑  _Yaga_, « Nintendo Direct : Les jeux SNES arrivent sur New 3DS », sur Jeuxvideo.com, 4 mars 2016.
23. ↑  (en) Justin Haywald, « SNES Classics Finally Coming to 3DS Virtual Console », sur GameSpot, 3 mars 2016.
24. ↑  (en) Tom Orry, « SNES Classic Edition Out Now - How to Buy a SNES Classic? SNES Classic Release Date, SNES Classic Reviews, What Games are Included? », sur USgamer, 1er février 2018.
25. 1 2  « Metroid Fusion », sur Gamekult.
26. ↑  (en) Tom Phillips, « 3DS Ambassador entry still possible », sur Eurogamer, 14 décembre 2011.
27. ↑  Rédaction, « Les jeux offerts aux 1ers acheteurs 3DS », sur Jeuxvideo.com, 2 août 2011.
28. ↑  Jihem, « Nintendo : Les téléchargements de la semaine », sur Jeuxvideo.com, 3 avril 2014.
29. ↑  Trunks, « La gamme budget GameCube s'agrandit », sur Gamekult, 3 octobre 2003.
30. ↑  Trunks, « US : la gamme Player's Choice s'agrandit », sur Gamekult, 17 mars 2004.
31. ↑  « Metroid Prime », sur Gamekult.
32. 1 2  Rédaction, « Images de Metroid Prime », sur Jeuxvideo.com, 19 février 2009.
33. 1 2 3  « Metroid Prime: Trilogy - Page d'accueil », sur Gamekult.
34. 1 2 3 4  (en) Tom Phillips, « Mario Galaxy 2, Metroid Prime: Trilogy headed to Wii U eShop », sur Eurogamer, 14 janvier 2015.
35. 1 2 3 4  (en) Jose Otero, « Super Mario Galaxy 2, Metroid Prime: Trilogy Coming to Wii U », sur IGN, 14 janvier 2015.
36. 1 2 3 4  (en) Ben Salter, « Wii games coming to Wii U as downloads - Australian pricing includes launch sale », sur MMGN, 14 janvier 2015.
37. ↑  (en) Craig Harris, « Samus Gets a Date », sur IGN, 12 novembre 2003.
38. ↑  La rédaction, « Planning des sorties Nintendo », sur Gamekult, 16 février 2004.
39. ↑  Frédéric Luu, « Metroid : Zero Mission », sur Gamekult.
40. ↑  (en) Danny Bivens, « Metroid: Zero Mission, Free Wii U Games, Pokémon Art Academy, More Hit the eShop in Japan - Feature », sur Nintendo World Report, 19 juin 2014.
41. ↑  Steeve Mambrucchi, « Wii U : Metroid Zero Mission cette semaine », sur Gamekult, 10 mars 2015.
42. ↑  (en) Alex Osborn, « Metroid: Zero Mission Coming to Wii U Virtual Console Tomorrow », sur IGN, 13 janvier 2016.
43. ↑  (en) John Tanaka, « First Look: Wii de Asobu Pikmin », sur IGN, 2 octobre 2008.
44. 1 2  (en) Chris Kohler, « Hands-On: Metroid Prime Trilogy Brings Entire Series to Wii », sur Wired, 22 mai 2009.
45. 1 2 3  Romendil, « Test Metroid Prime Pinball sur DS », sur Jeuxvideo.com, 21 juin 2007.
46. 1 2 3  (en) Craig Harris, « Metroid Prime Pinball », sur IGN, 21 octobre 2005.
47. 1 2 3 4  (en) Bob Colayco, « Metroid Prime Hunters Review », sur GameSpot, 23 mars 2006.
48. 1 2 3 4  Frédéric Luu, « Test - Metroid Prime DS, le roi du FPS portable », sur Gamekult, 5 mai 2006.
49. ↑  (en) Thomas Whitehead, « Metroid Prime: Hunters Arrives on Wii U Virtual Console in Japan », sur Nintendo Life, 30 septembre 2015.
50. ↑  (en) Thomas Whitehead, « Nintendo Download: 2nd June (North America) », sur Nintendo Life, 2 juin 2016.
51. ↑  (en) Thomas Whitehead, « Nintendo Download: 15th September (Europe) », sur Nintendo Life, 12 septembre 2016.
52. ↑  Romendil, « Test Metroid Prime: Trilogy », sur Jeuxvideo.com, 7 septembre 2009.
53. ↑  (en) Matt Casamassina, « Metroid Prime: Trilogy Review », sur IGN, 21 août 2009.
54. ↑  (en) Kristan Reed, « Metroid Prime: Trilogy Review », sur Eurogamer, 8 septembre 2009.
55. 1 2 3 4 5  Anagund, « Metroid : Other M », sur Jeuxvideo.com, 3 septembre 2010.
56. 1 2 3 4 5 6  (en) Justin Haywald, « Metroid: Other M Review », sur 1UP.com, 27 août 2010.
57. ↑  (ja) « Metroid Other M », Famitsu, no 1134,‎ 26 août 2010 (lire en ligne).
58. ↑  (en) Thomas Whitehead, « Nintendo Download: 31st March (Europe) », sur Nintendo Life, 29 mars 2016.
59. ↑  (en) Donald Theriault, « Nintendo Downloads - December 8, 2016 - News », sur Nintendo World Report, 8 décembre 2016.
60. 1 2  (en) Jenni, « Metroid Prime: Federation Force Comes To North America And Japan In August And Europe In September », sur Siliconera, 20 avril 2016.
61. ↑  (en) Tom Phillips, « Metroid Prime: Federation Force dev explains decision to not focus on Samus », sur Eurogamer, 1er juillet 2015.
62. ↑  Jibenc0, « Test. Metroid Prime : Federation Force - Metroid, un nom utilisé pour vendre ? », sur ActuGaming.net, 6 septembre 2016.
63. 1 2 3 4  Anagund, « Test Metroid Prime Federation Force : Bon jeu ou insulte aux fans ? sur 3DS », sur Jeuxvideo.com, 26 août 2016.
64. 1 2 3 4 5  (en) Jose Otero, « Metroid Prime: Federation Force Review », sur IGN, 18 août 2016.
65. 1 2  (en) Chris Pereira, « E3 2017: Metroid 2 Remake Samus Returns Coming To 3DS, Release Date And Special Edition Confirmed », sur GameSpot, 13 juin 2017.
66. 1 2  (en) Sam Claiborn, « Metroid: Samus Returns Review », sur IGN, 13 septembre 2017, p. 2.
67. ↑  « Metroid Dread annoncé et daté sur Switch en vidéo », sur actugaming.net, 15 juin 2021 (consulté le 15 juin 2021)
68. ↑  ChewbieFR, « E3 2017 : Nintendo annonce Metroid Prime 4 sur Nintendo Switch », sur Jeuxvideo.com, 13 juin 2017.
69. ↑  (en) Tom Phillips, « Returning to Metroid », sur Eurogamer, 23 août 2017.
70. ↑  « Metroid Prime 4 : le développement repart de zéro », sur Jeuxvideo.com, 25 janvier 2019.
71. ↑  (en) Ben Gilbert, « Rumor: Metroid Prime 1.5 design doc surfaces from Retro Studios », sur Engadget, 7 février 2011.
72. ↑  Julien Chièze, « Découvrez Metroid 1.5, le jeu refusé », sur Gameblog, 8 février 2011.
73. ↑  (en) Phil Kollar, « Was Retro Working On Metroid 1.5? », sur Game Informer, 7 février 2011.
74. 1 2  (en) NGC Magazine, « The Woman behind the Mask », NGC Magazine, no 92,‎ avril 2004, p. 64-67.
75. ↑  (en) « The Retro Guide to… Metroid », Retro Collection, vol. 8,‎ 2015, p. 16-21.
76. 1 2  (en) Jesse Schedeen, « Stars: Icons - Samus Aran », sur IGN, 12 février 2008.
77. ↑  (en) Lucas M. Thomas, « Metroid Review », sur IGN, 13 août 2007.
78. 1 2 3 4  (en) CVG Staff, « Wii Preview: Space Pirates - The Sworn Enemy Gameplay Preview », sur Computer and Video Games, 28 mai 2010.
79. ↑  (en) Jeremy Parish, « Metroid Game By Game Reviews: Metroid Prime 2: Echoes », sur USgamer, 13 septembre 2017.
80. ↑  (en) Ricardo Torres, « Metroid Prime Hunters Update -- VoIP, Single- and Multiplayer Hands-On », sur GameSpot, 28 février 2006.
81. 1 2  Romendil, « Test Metroid Prime : Hunters sur DS », sur Jeuxvideo.com, 5 mai 2006.
82. ↑  « Gameplay Super Metroid : Introduction - Station Ceres », sur Jeuxvideo.com, 28 janvier 2010.
83. 1 2 3  (en) Kevin Wong, « The Opening Sequence to Super Metroid is a Masterpiece », sur Kotaku, 19 décembre 2014.
84. 1 2  (en) GameTrailers, « Metroid Retrospective - Part 2 » [vidéo], sur GameTrailers, 17 mai 2016.
85. 1 2  (en) Lucas M. Thomas, « Six Things You Didn't Know About Metroid's Samus Aran », sur IGN, 22 juillet 2001.
86. ↑  (en) Nadia Oxford, « One Girl vs. the Galaxy », sur 1UP.com, 7 août 2006.
87. ↑  Aymeric Lallée, « Metroid : une saga en perpétuelle évolution », sur Gameblog, 6 septembre 2010.
88. 1 2 3 4  (en) Audrey Drake, « Killing Samus », sur IGN, 20 septembre 2010.
89. ↑  (en) Brett Elston, « Everything we know about Metroid: Other M », sur GamesRadar+, 26 février 2010.
90. 1 2 3 4  (en) David Sanchez, « Metroid: Other M review », sur GameZone, 4 mai 2012.
91. 1 2 3  (en) Mama Robotnik, « The Spectacular Story Of Metroid, Part 2 », sur Kotaku, 20.
92. ↑  Anagund, « Les éléments récurrents (2/2) - Dossier : La série Metroid », sur Jeuxvideo.com, 8 mars 2010.
93. ↑  (en) Tony Wilson, « Bosses Who Won't Just Leave You Alone », sur USgamer, 27 août 2015.
94. ↑  (en) Greg Kasavin, « Metroid Fusion Review », sur GameSpot, 15 novembre 2002.
95. ↑  Wolfen, « Metroid II: Return of Samus », Player One, no 22,‎ juillet-août 1992, p. 120-121.
96. ↑  (en) Marcel Van Duyn, « Review: Metroid II: Return of Samus (Game Boy) », sur NintendoLife, 25 novembre 2011.
97. 1 2 3 4 5 6 7 8  (en) « Metroid Retrospective - Part 1 » [vidéo], sur GameTrailers, 18 février 2016.
98. ↑  (en) « Metroid II: Return of Samus », Nintendo Power, vol. 31,‎ décembre 1991, p. 52-61.
99. ↑  Williamoïd, « Spécial Metroid Prime », Nintendo, le magazine officiel, no 10,‎ mars 2003, p. 48-54.
100. ↑  (en) GameSpot Staff, « Metroid Prime Walkthrough », sur GameSpot, 18 janvier 2006.
101. 1 2 3  « Super Metroid », Consoles +, no 30,‎ mars 1994, p. 20-21.
102. 1 2  (en) IGN Staff, « Cube Club LA: Metroid Time Line », sur IGN, 18 octobre 2002.
103. 1 2 3 4  Anagund, « L'histoire (1/2) - Dossier : La série Metroid », sur Jeuxvideo.com, 8 mars 2010.
104. 1 2  Aymeric Lallée, « Metroid : une saga en perpétuelle évolution - Metroid & Metroid II », sur Gameblog, 6 septembre 2010.
105. ↑  (en) « Metroid: Zero Mission », sur GamesRadar+, 8 avril 2004.
106. ↑  (en) Romendil, « Metroid: Zero Mission », sur Jeuxvideo.com, 8 avril 2004.
107. 1 2 3  Aymeric Lallée, « Metroid : une saga en perpétuelle évolution - Super Metroid, Metroid Fusion & Metroid Zero Mission », sur Gameblog, 6 septembre 2010.
108. 1 2 3  Aymeric Lallée, « Metroid : une saga en perpétuelle évolution - Metroid Prime, Echoes & Corruption », sur Gameblog, 6 septembre 2010.
109. ↑  Aymeric Lallée, « Metroid : une saga en perpétuelle évolution - Metroid Pinball & Metroid Prime Hunters », sur Gameblog, 6 septembre 2010.
110. ↑  Carole Quintaine, « TEST. Metroid Prime : Federation Force (Nintendo 3DS) », sur Gameblog, 6 août 2016.
111. 1 2 3  Anagund, « L'histoire (2/2) - Dossier : La série Metroid », sur Jeuxvideo.com, 8 mars 2010.
112. ↑  (en) « Retro: Super Metroid », GamesTM, no 22,‎ août 2004, p. 148-149.
113. ↑  (en) Andrew Brown, « Other M: Deleted Plotline - Feature », sur Nintendo World Report, 26 mai 2012.
114. ↑  (en) Tom Bramwell, « Metroid Fusion », sur Eurogamer, 26 novembre 2002.
115. 1 2 3  (en) GamePro Staff, « Feature: The 10-Best Video-Game Franchises », sur GamePro, 11 juillet 2006.
116. 1 2 3 4 5 6 7  (en) Lucas M. Thomas, « So Where Does Metroid Go From Here? », sur IGN, 19 octobre 2010, p. 1-4.
117. 1 2 3 4  (en) CVG Staff, « The history of Metroid - Part 1 », sur Computer and Video Games, 28 mai 2010.
118. 1 2 3 4  (en) CVG Staff, « The history of Metroid - Part 2 », sur Computer and Video Games, 28 mai 2010.
119. 1 2  (en) « Metroid Samus' Legacy », Retro Gamer, no 162,‎ novembre 2016, p. 32-39.
120. 1 2  (en) Stephen Totilo, « For Some Gamers, Merely Finishing A Game Isn't Enough », sur MTV News, 14 juin 2005.
121. 1 2  (en) Christian Nutt, « The undying allure of the Metroidvania », sur Gamasutra, 13 février 2015.
122. 1 2  (en) James Mielke, « Castlevania Creator Koji Igarashi: I Don't Feel That I'm a Big Deal », sur Rolling Stone, 23 novembre 2016.
123. 1 2  (en) Lucas M. Thomas, « Why Metroid Worked », sur IGN, 15 juillet 2011.
124. ↑  « Metroid II: Return of Samus », Super Power, no 2,‎ septembre 1992, p. 133.
125. 1 2  (en) IGN Staff, « Metroid Fusion Review », sur IGN, 12 novembre 2002, p. 1-2.
126. ↑  (en) Craig Harris, « Metroid: Other M Review », sur IGN.
127. 1 2  Akinori Sao, « Entrevue spéciale Nintendo Classic Mini: NES – Volume 5 : Metroid », sur Nintendo Europe, 5 décembre 2016.
128. 1 2  (ja) « やればやるほどディスクシステムインタビュー(前編) », Nintendo Dream, no 118,‎ 6 septembre 2004, p. 96–103.
129. 1 2  (en) « The Making of Super Metroid », Retro Gamer, no 65,‎ juillet 2009, p. 58-63 (lire en ligne).
130. ↑  (en) « The Complete History Of Metroid », Retro Gamer, no 65,‎ juillet 2009, p. 26-33.
131. ↑  (en) « Everything you always wanted to know about Samus », Game Players, vol. 7, no 5,‎ mai 1994, p. 18–20.
132. ↑  (en) « Metroid Prime Roundtable QA », sur IGN, 15 novembre 2002, p. 1-7.
133. ↑  (en) « MIGS 2007: Retro Studios On The Journey Of Metroid Prime », sur Gamasutra, 27 novembre 2007.
134. ↑  (en) « Metroid Primed », sur The Escapist, 4 avril 2006.
135. ↑  (en) Matt Casamassina, « A Space Bounty Hunter in Texas », sur IGN, 28 août 2009.
136. ↑  (en) GamesTM, « Behind The Scenes: Metroid Prime », sur GamesTM, 31 août 2011.
137. ↑  (en) Jake Shapiro, « Rebooting Samus: The relationship between East and West in game design, through Metroid Prime », sur Gamasutra, 28 octobre 2012.
138. 1 2  (en) Chris Kohler, « Q&A: Yoshio Sakamoto, Yousuke Hayashi on Metroid: Other M », sur Wired, 16 juin 2009.
139. ↑  (en) Jeremy Parish, « Metroid Other M Interview (Wii): Nintendo and Team Ninja share details on Samus's next adventure », sur 1UP.com, 3 juin 2009.
140. ↑  (en) Kris Pigna, « Metroid: Other M Designed as an NES Game with Latest Technology », sur 1UP.com, 12 août 2010.
141. 1 2  (en) Matt Fox, The Video Games Guide : 1,000+ Arcade, Console and Computer Games, 1962-2012, McFarland, 2013, 416 p. (ISBN 978-0-7864-7257-4, lire en ligne), p. 189.
142. ↑  (en) Alexander Brandon, « Shooting from the Hip: An Interview with Hip Tanaka », sur Gamasutra, 25 septembre 2002.
143. ↑  (en) Karen Collins, Game Sound : An Introduction to the History, Theory, and Practice of Video Game Music and Sound Design, MIT Press, 2008, 200 p. (ISBN 9780262033787, lire en ligne).
144. ↑  (en) Andrew Schartmann, Maestro Mario: How Nintendo Transformed Videogame Music into an Art, Thought Catalog, 2013 (ISBN 9781629218472, lire en ligne).
145. 1 2 3  M4G Staff, « Interview with Metroid Prime 3: Corruption Sound Team at Retro Studios and Composer Kenji Yamamoto », sur Music4games, 5 octobre 2007.
146. 1 2  (en) Fran Mirabella III, « Metroid Prime Review », sur IGN, 11 novembre 2002.
147. ↑  (en) « Classic NES Series: Metroid for Game Boy Advance », sur GameRankings, septembre 2018.
148. ↑  (en) « Classic NES Series: Metroid », sur Metacritic, septembre 2018.
149. ↑  (en) « Metroid II: Return of Samus – GB », sur GameRankings, septembre 2018.
150. ↑  (en) « Super Metroid », sur GameRankings, septembre 2018.
151. ↑  (en) « Metroid Fusion Reviews », sur GameRankings, septembre 2018.
152. ↑  (en) « Metroid Fusion », sur Metacritic, septembre 2018.
153. ↑  (en) « Browse and Search Games - Best to worst », sur GameRankings, septembre 2018.
154. ↑  (en) « Metroid Prime », sur Metacritic, septembre 2018.
155. ↑  (en) « Metroid: Zero Mission », sur GameRankings, septembre 2018.
156. ↑  (en) « Metroid: Zero Mission », sur Metacritic, septembre 2018.
157. ↑  (en) « Metroid Prime 2: Echoes », sur GameRankings, septembre 2018.
158. ↑  (en) « Metroid Prime 2: Echoes », sur Metacritic, septembre 2018.
159. ↑  (en) « Metroid Prime Pinball », sur GameRankings, septembre 2018.
160. ↑  (en) « Metroid Prime Pinball », sur Metacritic, septembre 2018.
161. ↑  (en) « Metroid Prime Hunters », sur GameRankings, septembre 2018.
162. ↑  (en) « Metroid Prime Hunters », sur Metacritic, septembre 2018.
163. ↑  (en) « Metroid Prime 3: Corruption », sur GameRankings, septembre 2018.
164. ↑  (en) « Metroid Prime 3: Corruption », sur Metacritic, septembre 2018.
165. ↑  (en) « Metroid Prime: Trilogy », sur GameRankings, septembre 2018.
166. ↑  (en) « Metroid Prime: Trilogy », sur Metacritic, septembre 2018.
167. ↑  (en) « Metroid: Other M », sur GameRankings, septembre 2018.
168. ↑  (en) « Metroid: Other M », sur Metacritic, septembre 2018.
169. ↑  (en) « Metroid Prime: Federation Force », sur GameRankings, septembre 2018.
170. ↑  (en) « Metroid Prime: Federation Force », sur Metacritic, septembre 2018.
171. ↑  (en) « Metroid: Samus Returns », sur GameRankings, septembre 2018.
172. ↑  (en) « Metroid: Samus Returns », sur Metacritic, septembre 2018.
173. ↑  (en) « Metroid Dread », sur Metacritic, octobre 2021.
174. ↑  (en) Alex Avard, « Tomb Raider, Mortal Kombat, and the best video game reboots of all time », sur GamesRadar+, 10 avril 2018.
175. ↑  (en) « Top 100 Games of All-Time », Next Generation, no 21,‎ septembre 1996, p. 47.
176. ↑  (en) The News & Features Team, « The Top 25 Videogame Franchises - Page 4 », sur IGN, 4 décembre 2006.
177. ↑  (en) « The 50 Best Video Game Franchises37. Marvel vs. Capcom », sur Complex, 25 septembre 2012.
178. ↑  (en) John Sciarrino, « The 30 Best Video Game Franchises of All Time, As Ranked By Actual Gamers », sur Maxim, 10 juillet 2017.
179. ↑  (en) IGN Nintendo Nostalgia Crew, « The Top 125 Nintendo Games of All Time - IGN - Page 4 », sur IGN.
180. ↑  (en) Jeremy Parish, « The Essential 100, No. 54: Metroid from 1UP.com », sur 1Up.com, 20 août 2012.
181. ↑  (en) EGM Staff, « 100 Best Games Ever », Electronic Gaming Monthly, no 100,‎ novembre 1997.
182. ↑  (en) EGM Staff, « 150 Best Games Ever », Electronic Gaming Monthly, no 150,‎ janvier 2002, p. 124 (lire en ligne).
183. ↑  (en) « Game Informer's Top 100 Games Of All Time (Circa Issue 100) », Game Informer, no 100,‎ août 2001 (lire en ligne).
184. ↑  (en) « Electronic Gaming Monthly Presents: Top 100 Games of All Time », sur Electronic Gaming Monthly, 2002.
185. ↑  (en) Nintendo Power staff, « Ultimate Metroid », Nintendo Power, vol. 259,‎ octobre 2010, p. 73.
186. ↑  (en) « Super Metroid - #3 Top 100 SNES Games », sur IGN, 2011.
187. ↑  (en) « 6th Annual Interactive Achievement Awards », sur Academy of Interactive Arts & Sciences.
188. ↑  (en) « Game Developers Choice Online Awards - 3rd Annual GDCA », sur Gamechoiceawards.com.
189. ↑  (en) « Best GameCube Game of 2002 », sur IGN, 17 janvier 2003.
190. ↑  (en) « 2003 6th Annual Interactive Achievement Awards », sur Academy of Interactive Arts and Sciences, 2003.
191. ↑  (en) « Super Mario Odyssey sweeps Best Of Gamescom awards », sur Metro, 24 août 2017.
192. ↑  (en) Eddie Makuch, « The Game Awards 2017 Winners Headlined By Zelda: Breath Of The Wild's Game Of The Year », sur GameSpot, 8 décembre 2017.
193. ↑  (en) Samit Sarkar, « Nintendo and Mario dominate E3 2017 Game Critics Awards », sur Polygon, 28 juin 2017.
194. ↑  (en) Kayla Whitney, « Complete list of winners of the New York Game Awards 2018 », sur AXS, 25 janvier 2018.
195. ↑  (en) Mog-kubo, « DICE Awards 2018 : La liste des vainqueurs », sur Jeuxvideo.com, 23 février 2018.
196. ↑  (en) Chris Kohler, « The 20 Best Games of 2010 », sur Wired, 27 décembre 2010.
197. ↑  (en) « 100 Best Games of All Time », Nintendo Power, vol. 100,‎ septembre 1997, p. 93.
198. ↑  « Chronique vidéo Chronique : Top 10 des meilleurs jeux Game Boy Advance », sur Jeuxvideo.com, 4 avril 2018.
199. ↑  (en) Hollander Cooper, « Cave Story 3D review », sur GamesRadar+, 8 novembre 2011.
200. ↑  (en) Michael McWhertor, « How Shadow Complex Was Inspired By Super Metroid (And Never Looked Back) », sur Kotaku, 20.
201. ↑  (en) Colin Moriarty, « Axiom Verge: PlayStation's Very Own Metroid », sur IGN, 14 juillet 2014.
202. ↑  (en) « Metroid-inspired Ghost Song: A Journey of Hope gets first gameplay video », sur PC Gamer, 29 avril 2014.
203. 1 2  (en) Livre Guinness des records : Gamer's Edition, Guinness World Records Ltd, 2013 (ISBN 9781904994954, lire en ligne), « First videogame to feature a human female », p. 154.
204. ↑  (en) Sean Aaron, « Nintendo Download: 13-14 October 2009 (Japan) », sur Nintendo Life, 9 octobre 2009.
205. 1 2  (en) Phil Pirrello et Richard George, « Smash Bros. Wish-List: All Nintendo Edition », sur IGN, 8 février 2008.
206. ↑  (en) Ryan Stewart et Mitch Krpata, « The 20 Greatest Bosses in Video Game History - #4: Mother Brain », sur The Phoenix, 13 octobre 2006.
207. ↑  (en) IGN Staff, « Top Ten Tuesday: Best 8-Bit Soundtracks », sur IGN, 8 août 2007.
208. ↑  (en) Tim Jones, « Metroid 2: Return of Samus », sur IGN, 14 juin 1999.
209. ↑  (en) Franck Provo, « Super Metroid Review », sur GameSpot, 28 août 2007.
210. ↑  (en) « GameSpot's Best and Worst of 2002: Game of the Year », sur GameSpot.
211. ↑  (en) « Game of the Year 2002 », sur GameSpy.
212. ↑  (en) « GDC 2003: Metroid Wins Game of the Year », sur IGN, 7 mars 2003.
213. ↑  (en) IGN Staff, « The Ultimate Metroid Prime 2 Echoes Experience », sur IGN, 2 novembre 2004.
214. ↑  (en) IGN Music, « Game Central's Best of the Best CD », sur IGN, 6 juin 2007.
215. ↑  (en) IGN Staff, « Japan Gets Famicom Music », sur IGN, 12 mars 2004.
216. ↑  (en) Chris Carle, « IGN Interviews 8-Bit Weapon », sur IGN, 18 novembre 2005.
217. ↑  (en) « Games (1,139) », sur OC ReMix, 2018.
218. ↑  (en) « Super Metroid », sur N-Sider, 1er janvier 2007.
219. ↑  (en) « US Platinum Videogame Chart », sur The Magic Box, 27 décembre 2007.
220. ↑  Anagund, « Nintendo Switch : Pourquoi les licences Nintendo ont-elles cartonné ? », sur Jeuxvideo.com, 2 février 2018.
221. ↑  (en) Jeremy Parish, « The Metroid Legacy: Game Designers Speak on a Classic's Impact from », sur 1UP.com, 22 août 2011.
222. ↑  Puyo, « Charts Japon, Dynasty Warriors 4 en haut », sur Gamekult, 6 mars 2003.
223. ↑  Puyo, « Charts Japon : la guerre des cerveaux », sur Gamekult, 3 juin 2005.
224. ↑  (ja) « ゲームソフト週間販売ランキングTop20 », sur 4Gamer.net,‎ 9 septembre 2010.
225. ↑  (ja) « Famitsu weekly game sales ranking », Famitsu,‎ 3-9 mars 2008.
226. ↑  « It's Official, Metroid Dread Is The Best-Selling Game In The Metroid Series », sur nintendolife.com, 10 mai 2022 (consulté le 4 juillet 2022).
227. ↑  (en) « Game Sound Museum ~Famicom Edition~ 12 Metroid (CD, 2004) », sur VGMdb.
228. ↑  (en) « Famicom 20th Anniversary: Original Soundtrack Vol.1 (CD, 2004) », sur VGMdb.
229. ↑  (en) « Super Metroid Sound in Action », sur Square Enix Music Online.
230. ↑  (en) « Metroid Prime & Fusion Original Soundtracks », sur Square Enix Music Online.
231. ↑  (en) Jason Schreier, « Nintendo Has A Second Metroid Too, Metroid: Samus Returns For 3DS Update: Gameplay Details », sur Kotaku, 13 juin 2017.
232. ↑  (en) Craig Harris, « Metroid Prime Hunters: First Hunt », sur IGN, 9 novembre 2004, p. 1-2.
233. ↑  (en) NGC_, « Metroid Prime Hunters: First Hunt review », sur GamesRadar+, 16 février 2006.
234. ↑  (en) Craig Harris, « Metroid a DS Pack-in », sur IGN, 21 septembre 2004.
235. ↑  Frédéric Luu, « Une GBA SP aux couleurs de Samus », sur Gamekult, 31 mai 2004.
236. ↑  (en) Andrew Webster, « Nintendo is releasing a sleek Metroid-themed 3DS in time for Samus’ return », sur The Verge, 8 août 2017.
237. ↑  (ja) 小西利明, « 「メトロイド サムスリターンズ」発売に合わせた特別デザインの3DS LLが直販限定で発売に。サントラCD付き特装版や新amiiboも登場 », sur 4Gamer.net,‎ 8 août 2017.
238. ↑  (en) Ishaan, « Max Factory To Release Metroid: Other M Samus Aran Figma Figurine », sur Siliconera, 28 août 2011.
239. ↑  « Metroid: Other M : Une figurine FIGMA signée Max Factory pour Samus ! », sur ActuGaming.net, 20 juin 2016.
240. ↑  (en) Ishaan, « Samus And Link Figma Figurines Headed To U.S. This Fall », sur Siliconera, 25 mai 2013.
241. ↑  (en) Allegra Frank, « Metroid: Samus Returns comes to Nintendo 3DS this year (update) », sur Polygon, 13 juin 2017.
242. ↑  (en) Tom Phillips, « Metroid: Samus Returns announced for 3DS », sur Eurogamer, 13 juin 2017.
243. ↑  Clementoss, « Super Smash Bros. Ultimate : des Amiibo pour les nouveaux combattants », sur Jeuxvideo.com, 9 août 2018.
244. ↑  (en) Jordan Sirani, « All 19 of Nintendo's Announced Amiibo That Aren't Out Yet », sur IGN, 7 septembre 2018.
245. ↑  (en) « Comics & Manga », sur Metroid-Database.
246. ↑  (en) Nadia Oxford, « Archie's Metroid Comic: What Could Have Been, and What Should Be », sur USgamer, 1er juin 2017.
247. ↑  (en) Damien McFerran, « English Translation Of Metroid EX: Samus & Joey Manga Finally Complete », sur Nintendo Life, 7 octobre 2015.
248. ↑  (en) IGN Staff, « One Ticket to Zebes, Please », sur IGN, 18 mars 1999.
249. ↑  (en) IGN Staff, « Wario Ware Is Insane », sur IGN, 21 mars 2003.
250. ↑  (en) Peer Schneider, « Super Smash Bros. N64 Review », sur IGN, 27 avril 1999.
251. ↑  (en) Fran Mirabella III, « Super Smash Bros. Melee », sur IGN, 3 décembre 2001.
252. ↑  (en) Lucas M. Thomas et Matt Casamassina, « Super Smash Bros. Brawl FAQ - Page 9 », sur IGN, 4 avril 2008.
253. ↑  (en) Lucas M. Thomas et Matt Casamassina, « Super Smash Bros. Brawl FAQ - Page 12 », sur IGN, 4 avril 2008.
254. ↑  Smile_93, « Super Smash Bros Ultimate : De nouveaux personnages et une flopée de nouveautés annoncés durant le Nintendo Direct », sur Jeuxvideo.com, 8 août 2018.
255. ↑  (en) Austen Goslin, « Dark Samus is coming to Super Smash Bros. Ultimate as an echo fighter », sur Polygon, 8 août 2018.
256. ↑  (en) IGN Staff, « Smash Profile: Captain Falcon », sur IGN, 31 juillet 2001.
257. ↑  (en) Ryan Gilliam, « Metroid’s Ridley will be playable in Super Smash Bros. Ultimate », sur Polygon, 12 juin 2018.
258. ↑  (en) Peer Schneider, « Inside Super Smash Bros. Melee, Part II (GameCube) - Page 5 », sur IGN, 9 juin 2001.
259. ↑  (en) Jesse Schedeen, « Big Boss of the Day: Metroid's Ridley », sur IGN, 20 novembre 2009.
260. ↑  (en) « Metroid’s Mother Brain Will Assist You In Smash Bros. Wii U And 3DS », sur Game Informer, 7 février 2014.
261. ↑  (en) Alistair Wong, « Super Smash Bros. Ultimate Shows Off Chrom, Dark Samus, And A Surprising Choice Of Music », sur Siliconera, 22 août 2018.
262. ↑  (en) Michael Drucker, « Captain N The Game Master - The Complete Series », sur IGN, 1er février 2007.
263. ↑  (en) Audrey Drake, « Dead or Alive Dimensions -- Metroid Secrets », sur IGN, 23 mai 2011.
264. ↑  (en) Wesley Yin-Poole, « Samus not playable in Dead or Alive 3DS », sur Eurogamer, 24 janvier 2011.
265. ↑  (en) Steve Watts, « Nintendo debuts 'Metroid Blast' in Nintendo Land », sur Shacknews, 13 septembre 2012.
266. ↑  (en) « Pop Fiction: Season 2: Episode 14: The Invisible Man » [vidéo], sur GameTrailers, 1er août 2012.
267. ↑  Claude Brodesser, « Zide/Perry snags 'Metroid' pic rights », sur Variety, 21 janvier 2003.
268. ↑  (en) Giancarlo Varanini, « Metroid movie in the works? », sur GameSpot, 22 janvier 2003.
269. 1 2  (en) Brian Linder, « Metroid Primed for Big Screen », sur IGN, 22 janvier 2003.
270. ↑  (en) Brian Linder, « Woo Woos Metroid », sur IGN, 7 avril 2004.
271. ↑  Justin Calvert, « John Woo options Metroid movie », sur GameSpot, 7 avril 2004.
272. ↑  (en) Puyo, « John Woo pour le film Metroid », sur Gamekult, 7 avril 2004.
273. ↑  (en) Gamespot Staff, « Metroid movie in limbo », sur GameSpot, 23 août 2004.
274. 1 2  (en) Peer Schneider, « Whatever Happened to the Metroid Movie? », sur IGN, 28 décembre 2012.
275. ↑  (en) Nadia Oxford, « One Girl Against the Galaxy: 20 Years of Metroid and Samus Aran from 1UP.com », sur 1UP.com, 7 août 2006.
276. ↑  Épisode sur Nintendo de la série GameCenter CX.
277. ↑  (en) « Metroid - Leaderboard », sur speedrun.com, 2015.
278. ↑  (en) NGamer UK, « How to break Metroid Prime 3 », sur GamesRadar+, 19 novembre 207.
279. ↑  (en) Benjamin Turner, « Smashing the Clock », sur 1UP.com, 10 août 2005.
280. ↑  (en) Ryan Rigney, « For the World’s Fastest Gamers, Failure Is Just One Bad Jump Away », sur Wired, 16 octobre 2013.
281. ↑  (en) Roland Li, « Making money as a Zelda speed runner », sur Polygon, 9 janvier 2014.
282. ↑  Simon Carless (trad. Jean-Marc Delprato), Jeux vidéo à 200%, O'Reilly Media, 2005, 254 p. (ISBN 9782841773275), « Finir un jeu à toute vitesse : Bug et astuces », p. 192-193.
283. ↑  Rédaction, « Une demande en mariage dans… Metroid », sur Jeuxvideo.com, 1er mars 2012.
284. ↑  (en) Victoria Earl, « Why Super Metroid's Hacking Community is Still Going Strong », sur Gamasutra, 24 juillet 2013.
285. ↑  (en) Benj Edwards, « 10 Classic Video Game Hacks Everyone Should Play », sur PC Magazine, 26 juillet 2018.
286. ↑  (en) Caron Frank, « Not just Another Metroid 2 Remake », sur Ars Technica, 19 mars 2008.
287. ↑  (en) Matthew Castle, « Metroid II: Return of Samus… returns! We meet the man out to reboot Samus’ Game Boy adventure », sur Nintendo Gamer, 16 février 2012, p. 1.
288. ↑  Julien Inverno, « Metroid : un film de fans qui donne envie d'un long-métrage avec Samus Aran », sur IGN, 3 novembre 2015.
289. ↑  (en) Eddie Makuch, « Watch This Awesome Metroid Live-Action Fan Movie », sur GameSpot, 2 novembre 2015.
290. ↑  (en) Matteo Ciastellardi et Emanuela Patti, Understanding Media, Today : McLuhan in the Era of Convergence Culture, Editorial UOC, 2011 (ISBN 978-84-938802-1-7, lire en ligne), p. 323.
291. ↑  Rami Bououd, « Metroid : Un sublime cosplay de Samus », sur Gameblog, 2 septembre 2015.
292. ↑  (en) Hayley Williams, « Cosplay Has A Highlander Complex », sur Kotaku, 16 septembre 2015.
293. ↑  (en) Adam Bernstein, « Incredible Samus Aran Metroid cosplay by Jenni Källberg », sur Examiner.com, 13 novembre 2012.
294. ↑  (en) Michael McWhertor, « New Samus Cosplay International Champion Crowned », sur Kotaku, 11 mars 2009.
295. ↑  (en) « Metroid – Un cosplay de Samus Aran qui déboîte ! », sur Gamelove, 30 septembre 2014.